# モブサイコ100
『モブサイコ100』（モブサイコヒャク）は、ONEによる日本の漫画作品。2012年4月18日からウェブコミック配信サイト「裏サンデー」で、2014年12月よりコミックアプリ「マンガワン」で連載。2017年12月に完結した。
2016年7月13日時点でコミックスの累計発行部数は120万部を突破している。
2016年7月よりテレビアニメが放送開始。
2017年1月23日、第62回小学館漫画賞（少年向け部門）受賞。
2018年1月19日未明（18日深夜）よりテレビ東京にて木ドラ25枠でテレビドラマが放送開始（テレビ放送に先行して1月12日よりNetflixにて配信開始）。

## あらすじ
主人公のモブこと影山茂夫は、師匠の霊幻新隆の元で除霊のアルバイトを勤める超能力者の中学二年生。しかし特別な力は生きていく上で不要だと考えており、注目されることなく素朴に生きていた。勉強もスポーツもできず、人付き合いにも不器用な彼だったが、そんな自分を変えるために脳感電波部からの勧誘を断って肉体改造部へ入部するところから物語は始まる。
（笑）編 [ - 1巻 第8話]
どうすれば好きな子に振り向いてもらえるか悩むモブは、ある日怪しい宗教団体「（笑）」（カッコワライ）の勧誘に引っかかってしまう。案内された集会所では教祖・エクボが待ち構えており、さらにクラスメイトで新聞部の米里も居合わせ、モブを巻き込む波乱を巻き起こす。
番長編 [1巻 第9話 - 3巻 第19話]
モブが通う塩中学校の番長・鬼瓦は、黒酢中学校の裏番長・テルと対決し敗北する。負けたまま引き下がれない鬼瓦は肉体改造部とテルが戦うよう裏工作を仕掛ける。やがて鬼瓦の思惑通り黒酢中の校庭にテル・鬼瓦・肉体改造部（とモブ）が一堂に会すが、テルは超能力者であり、肉体改造部はなす術無く一網打尽にされてしまう。そして二人の超能力少年、モブとテルは、それぞれの信念を持って衝突する。
律編 [3巻 第20話 - 4巻 第33話]
モブの弟・律は、成績優秀、スポーツ万能の優等生だが、兄とは違い超能力を一切体現出来ていなかった。生徒会長・神室や覚醒ラボの人々と交流するうち、心の奥底に溜め込んでいた兄の強大な力への恐怖と劣等感が膨らみ、余裕を失っていく。そして強いストレスに耐えきれず超能力に目覚めた律は、悪巧みをするエクボに利用されながら、自分に変化を起こしていく。
「爪 第7支部」編 [4巻 第34話 - 6巻 第50話]
モブの身の回りに、怪しい大人の超能力者の影がチラつき始める。彼らは超能力者による世界征服を目論むテロ組織「爪」の構成員だった。彼らに拉致された律を取り戻すため、モブはエクボ、テルとともに「爪」のアジトのひとつである第七支部に殴り込む。
ホワイティ編 [6巻 第51話 - 7巻 第58話]
モブがアルバイトをしている霊とか相談所に、様々な依頼が舞い込んできた。都市伝説や悪霊退治など、霊幻と共に様々な仕事をこなすうちに、相談所の評判が少しずつ広まっていく。その中で、モブは自分なりにいろいろと考え、心を成長させていく。
最上編 [7巻 第59話 - 9巻 第67話]
実力の確かな霊能力者として、資産家・浅桐の自宅へ招待された霊幻とモブ。そこでは何かに取り憑かれた娘・みのりが拘束、監禁されていた。彼女を救えた者には特別な報酬が与えられると聞き燃え上がる霊幻だが、取り憑いているモノは普通の悪霊ではなく、誰の手にも負えなかった。それは、かつて全盛期のエクボを圧倒した世紀の霊能力者・最上の成れの果ての大悪霊であった。
霊幻編 [9巻 第68話 - 9巻 第73話]
肉体改造部での努力や、脳感電波部との交流によって少しずつ成長し、自分に自信をつけたモブは、霊幻からそれらを否定するような冷酷な叱責を浴びたとき、初めて霊幻に反発し、距離を置く。一人になった霊幻は吹っ切れ、今まで以上に相談所の仕事にのめり込む。営業の甲斐あって知名度が高まった霊幻のもとに、テレビ出演のオファーが舞い込んでくるが、そこには霊幻を逆恨みする日輪霊能連合会会長の浄堂麒麟による罠が張られていた。
「爪」編 [9巻 第74話 - 12巻 第90話]
ついに世界征服に向けて作戦を開始した「爪」のボス・鈴木統一郎。その野望を阻止すべく、モブと霊幻、エクボ、テル、律、統一郎の一人息子・ショウ、第七支部元幹部たち、日本政府のエスパーたちが一斉に立ち上がる。彼らの前には数百人単位の超能力者と、鈴木の護衛を務める「爪」屈指の五人の実力者5超が立ちはだかった。
神樹編 [13巻 第91話 -14巻 第97話]
統一郎とモブとの壮絶な戦いの決着として、調味市に現れた巨大なブロッコリー。モブの虚像を追って教祖不在のまま拡大してきたサイコヘルメット教は、ブロッコリーを神樹として崇め、不自然に信者を増やしてゆくが、背後には神になろうとするエクボの企みがあった。
脳感電波部編 [15巻 第98話]
二学期が終わり、卒業が近づいてきた脳感電波部の部長暗田トメは、今まで何の活動もしてこなかったことに焦りを覚え、部員たちに思い出作りの提案をするものの、部員たちに自分の真剣さが全く伝わらないため失望し、部の解散を命じる。トメのためにも思い出作りをすることにした部員たちは、モブにテレパシーで宇宙人と交信するため協力を頼みこんだ。そこへ、かつて廃部のきっかけを作った元脳電部メンバーの竹中が現れる。
モブ編 [15巻 第99話 - 16巻 第101話]
冬休みが明け、幼馴染で想い人である高嶺ツボミが来月にも引っ越してしまうことを聞いたモブは、友人たちに相談して告白を決意する。しかしツボミとの待ち合わせ場所へ向かう最中、猫と子供を庇って車にはねられてしまう。重傷のあまり気を失ってしまうモブだが、モブの中の???%が覚醒し、暴走状態に陥る。友人たちに止められながらも、地震や竜巻を起こして周囲のあらゆるものを破壊しながらツボミとの待ち合わせ場所に向かう。モブは自分を止めるため、精神世界で???%と互いの信念をぶつけ合う。

## 登場キャラクター
キャラクター名の下に記載されている「声 - （名前）」はテレビアニメ版における声の出演者。テレビドラマ版・舞台版の演者については、それぞれの節を参照。

### 主要キャラクター
影山茂夫（かげやま しげお）
声 - 伊藤節生 / 演 - 濱田龍臣（ドラマ版） / 伊藤節生（舞台版）
主人公。通称「モブ」（名前の「茂夫」を音読みにしたもの）。おかっぱ頭が特徴の少年。身長157.7センチメートル、体重44.3キログラム、血液型O型、誕生日5月12日、牡牛座、寅年。14歳。塩中学校2年1組在籍。無口、無表情、無愛想で大人しく、場の空気を読むのが苦手なオットリとした性格。幼馴染のツボミに恋心を抱いている。
成績不振、運動音痴で特技のない素朴な少年だが超能力者であり、ビルや建物を軽々と浮遊させるほど強力な念動力を操ることができる。
「世界を旅したが自分より強いエスパーは見つからなかった」と豪語する鈴木統一郎を倒したことから、超能力者としては世界最強であると思われる。しかし過去の様々な経験と霊幻の影響から、普通に暮らしていく上では超能力など必要ないと考えており、積極的には使わない。超能力について霊幻に相談したことがきっかけで、彼の元でアルバイトをしている。時給は300円で、悪霊の除霊を担当する。
やりたいことが見つからず、学業とアルバイトだけをこなす日々を送っていたが、自分を変えるため肉体改造部に入部し、筋トレを始めた。人付き合いは苦手だが、肉体改造部への入部をきっかけに交友関係が広まっていき、多くの友人に囲まれるようになった。彼はのちに入部したことを「人生で一番大きな出来事」と語る。
幼い時、弟の律と共に高校生に暴行された際に意識を失って超能力が暴走し、律にも大怪我をさせてしまったことがトラウマとなり、以後「超能力を人に向けない」と決意。普段は超能力を使わないために極力感情を抑えているが、それには限界があり、限界に達すると「爆発」した感情が強大な超能力を発動させる。この状態は「100%」と呼ばれていて、さらにその先を越えた「???%」という暴走状態ともいうべき領域が存在している（律に大怪我を負わせた際に発現したのがこの状態）。
自分の力の危険性に気づき、怯え、悩んでいたとき相談に乗って励ましてくれた人として、霊幻に強い恩義を感じており、「師匠」と呼び慕っている。超能力に関することだけでなく様々な面でアドバイスや教示を受けており、モブの価値観や考え方は霊幻から大きく影響を受けている。霊幻が本物の霊能力者であると騙され利用される立場ではあるが、特殊能力ではなく彼の人間味に憧れてそばにいるため、偽物かどうかは大して気にかけていない模様。
危険な宗教団体を壊滅させたことでサイコヘルメット教の神として信者から捜索され、市内最強の番長「白Tポイズン」として不良から恐れられるなど、様々な事象を引き起こしてしまったため、沢山の人間に注目され正体を探られているが、本人は特に気にしていない。
主な能力は強力なサイコキネシスだが、上述の通り「100%」になると全く別の能力が発動することもある。状況に応じて様々な能力を身につけており、超能力を他人に譲渡する能力、植物を成長させ操る能力、幽体離脱等も発現させている。
エピローグでは3年生に進級して半年が経ち、肉体改造部の副部長として後輩を指導している。霊幻の下でバイトは行っていないようだが、変わらず「師匠」と呼び慕っており、友人たちとの交流で日々を楽しく過ごしている。
霊幻新隆（れいげん あらたか）
声 - 櫻井孝宏 / 演 - 波岡一喜（ドラマ版） / 馬場良馬（舞台版）
自称・霊能力者。しかし実際は霊能力の類は一切なく、舌先三寸で周囲にそう思わせているだけのサギ師と言っても差し支えない男。身長179センチメートル、体重66.1キログラム、血液型O型、誕生日10月10日、天秤座、子年。本作品開始時点で27歳、作中で誕生日を迎え28歳（9巻）、エピローグでは29歳の誕生日をモブたちに祝われる。スピンオフ漫画「REIGEN」の主人公。
ソルトスプラッシュ、盛り塩パンチ、呪術クラッシュ、お祓いグラフィック、チーズバーガートルネード、対超能力者ドロップキック、催眠術パンチ、対披憑依者跳び膝蹴り、正当防衛ラッシュなどの必殺技を持つ。
「霊とか相談所」という心霊現象に関する相談所を営む。客を適当に丸め込んで金を受け取る詐欺まがいの商売をしているが、「モテない」「肩こり」といった霊とは関係のない相談まで悪霊の仕業だと思い込ませた上で、しっかりと解決に導くため遺恨は残らず、やっていることは便利屋に近い。また、依頼料と相談料も同業者の平均よりかなり抑えめで、良心的な価格。そのため依頼人と衝突したことや、訴訟問題に発展したことはない。
4年前に勤めていた会社を辞め相談所を始めたが、1年ほどで飽きてそろそろ潮時かと考えていたころ、超能力について相談に訪れた当時小学生のモブと出会う。以来、モブをうまく言いくるめて自分では手に負えない悪霊の除霊などを任せている。モブからは「師匠」と呼ばれる。
器用で処世術や話術に長け、洞察力と判断力も鋭く、霊能力以外の能力は総じて高い。対人では切れ者で、心を読める超能力者が現れても動じず、その能力を利用して心理的に鎌をかけ、逆に隠し事を引き出してしまうほど。他、全国モグラ叩き選手権 4位、少林寺拳法 緑帯、ジャンケン必勝法、バレー部 仮入部経験、マッサージ術など、妙な特技（?）を数多く持つ。喧嘩も強く、首元に刃物を突きつけられた状態から反撃して相手を気絶させたり、重力を操る超能力者相手にドロップキックを炸裂させたりもするが、有事の際はなるべく暴力を避け、説得で収めようとする紳士的な一面も持つ。その反面無鉄砲な性格で何度も命の危機に晒されている。
霊能力の有無についてモブを含む周囲からしばしば疑いの目を向けられるが、依頼人への対応自体は誠実に行い、強大な力を持つことに悩むモブに対しても的確な助言を与えるなど、詐欺師であることを別にすれば優れた人物である。モブを低い賃金で利用しこき使っているが、最強クラスの超能力者でありながらもまだ子供のモブを精神的に支え守ろうとする保護者の役割も果たしている。本人は無自覚であったが、「特別な何か」になることへの強烈な憧れを抱いており、モブを雇ったのは商売への利用よりも、超能力を持つモブを憧れの「何か」としてそばに置きたかったためであった。
当初は霊能力をまったく持っていなかったが、「爪」第7支部編でモブから一時的に全超能力を引き渡された影響で、常人には見えないはずのエクボが見えるようになった。説得し改心させた第7支部の元幹部たちからは、モブ以上の超能力者と思われ頼られている。
エピローグの29歳の誕生日では、モブや脳感電波部、覚醒ラボのメンバーなど大勢からサプライズパーティーを開かれ、祝ってもらっている。
エクボ
声 - 大塚明夫（アニメ版・ドラマ版） / 演 - 島津健太郎（ドラマ版） / なだぎ武（舞台版）
上級悪霊。霊魂のモヤモヤに、人の顔とオカメインコのような赤い模様が浮かんだ存在。「気色悪い造形のエネルギー体」「喋る醜いクラゲ」と評される。
万物の頂点＝神になりたいという野望を持っており、人間に取り憑いて宗教団体「（笑）」を設立するが、モブに壊滅させられる。その後、モブの力を利用しようと彼にすり寄ってきた。生前の詳細は一切不明。
野望を最優先にして行動し、中学生であっても利用することを厭わない冷淡で利己的な性格。常にモブを見守っているが、野望に不可欠な「神になる男」として保護し、信頼を得るために付き纏っているだけである。しかし、律が拉致された際に責任を感じて参戦したり、敵の術中に嵌って陥落しそうなモブを命がけで救出したりと、まったくの悪党ではなく、モブとは固い信頼関係にある。宗教団体を率いていたときも平和的な手段に則っていたため、野望が大きすぎること以外は、人付き合いの良い憎めない存在である。
人間に憑依し、身体を乗っ取ることができ、憑依された人間の頬には赤い模様が浮かび上がる。憑依した対象の潜在能力を限界まで引き出す力を持ち、一般人ならば秘められた筋肉を解放して超人的なパワーとスピードで戦える。 ただし、強力な超能者の場合は気絶していたとしてもプロテクトがかかっている状態なので、取り憑くのは難しい。
神樹編では、ついに野望の達成に向けてモブと決別。神樹に対する人々の想いのエネルギーを利用して、国中の人々を洗脳して教祖となり、企てを阻止しようとするモブと衝突した。その最中にモブから、エクボが信頼できる相手であることと、自分を教祖として誘ってもらったことに対する感謝を告げられ、自分の野望の正体は「友達が欲しかった」ことだったと気付き和解、神になることをやめる。しかしその帰路、暴走した神樹からモブを助けるために全霊力を賭けて力尽き、崩壊し空のかなたへ飛び去ってゆく神樹とともに消息を絶った。しかし、モブ編にてモブがエクボを待ち続けたことと、モブの力の暴走のおかげで戻ってくることができた。
エピローグでは、バイトへ来ていないモブの代わりに霊幻と共に同行している描写がある。
影山律（かげやま りつ）
声 - 入野自由 / 演 - 望月歩（ドラマ版） / 松本岳（舞台版）
モブの弟。身長159.4センチメートル、体重45キログラム、血液型B型、誕生日7月2日、蟹座、卯年。塩中学校1年3組在籍。生徒会役員。成績優秀（生徒会長の神室によると全国模試でも上位に入るほど）でスポーツも万能、イケメンで女子にモテているらしい。兄のモブとは正反対の存在。
優等生であることを鼻にかけず、誰とも平等に接するも、かなり負けず嫌いな性格。しっかり者だが、それゆえになにかと周囲の人間に振り回されがち。
幼いころ、モブの超能力の暴走に巻き込まれて大怪我を負った経験があり、モブの前では気にしていない素振りをしているが、内心ではいつまた暴走するか分からない兄に怯えている。一方、自分に超能力がないことがコンプレックスにもなっており、兄に対して羨望と嫉妬の混ざった複雑な感情を抱いている。特にスプーン曲げに執着し、常日頃からスプーンを持ち歩き、曲げようと努力しているが成功した試しはなかった様子。
生徒会長の神室の画策に乗り、卑劣な手段で学校改革を敢行するが、その罪悪感による強いストレスから超能力に目覚める。当初は目覚めたことに気づかず、エクボと接触し体を貸すことで超能力を使いこなせるようになった。超能力を得た後は力を使って街の不良と暴力沙汰を何度も起こし、兄とも対立し、それが原因で「爪」に目をつけられ覚醒ラボのメンバーたちと共に拉致されてしまう。アジトを脱走する途中、突如現れた鈴木将に敗北し連れ戻されたことでモブと再会。超能力を悪用してもなお自分を尊敬してくれるモブの心の広さを知り、無事に和解した。
第七支部壊滅後はしばらく出番が無いが、兄を見習ってか超能力の乱用はせず、今まで通りに過ごしていたと思われる。爪の世界征服が始まったときは、同い年で境遇が似ているショウと協力関係を結び共闘した。
長年、兄のような超能力を持つことに執着していたが、本当に憧れていたのは、苦労と努力を重ねて自分なりの生き方を模索する兄のひたむきさであったと覚醒後に気付き、「楽しく生きたい」と語った。
モブ編では、暴走したモブを止めるために100%状態となり、自分が力を求めていたのは兄が暴走した時に止められるようにするためであったことと、「何でも相談しあえる家族でありたい」という自身の想いに気づく。エピローグでは生徒会副会長となり、モブたちと共に霊幻の誕生日を祝った。
花沢輝気（はなざわ てるき）
声 - 松岡禎丞 / 演 - 荒井敦史（ドラマ版） / 河原田巧也（舞台版）
黒酢中学校の裏番長。通称「テル」。身長161.4センチメートル、体重47.7キログラム、血液型A型、誕生日4月13日、牡羊座、寅年。2年生。モブが初めて出会った自分以外の超能力者である。
知力、体力、ルックス、超能力いずれも優れた実力者。物心ついた時から超能力を駆使して勝負事に勝ち続け、超能力を持たない人間を「凡人」「生物としてのレベルが違う」と見下しているが、それは「超能力以外のことで自分に自信が持てない」というコンプレックスの裏返しであった。モブと対峙した際にはアクシデントから頭頂部の頭髪を失い（落武者状態）、最終的に超能力が暴走したモブに校舎ごと吹き飛ばされ敗北。それ以降はこれまでの自惚れた自分を恥じ、性格も大きく更生した。再登場時には異様に盛り上がったカツラを着用していたが（頭頂部150%）、戦闘中に桜威に斬られ程良い長さの短髪になった。改心はしたものの負けず嫌いはそのままで、戦闘に敗北するとあまりの悔しさに高熱が出る。ファッションセンスはあまり良くない。
純粋な戦闘力だけでなく咄嗟の対応力にも優れているが、超能力の行使に集中すると内股になる妙な癖がある。基本能力はモブと同じく強い念動力だが、加えて天才的な学習能力を持ち、見よう見まねで他の超能力者の技を会得できる器用さが強み。寺蛇からラーニングした「空鞭」に至っては本家を越えてしまったほど。天才肌だが同時に努力家でもあり、たいていの能力者は攻撃と防御を同時にできないのを、テルは訓練を重ねることでその弱点を克服した。
中学二年生にしてアパートで一人暮らしをしているが、これは「爪」に付け狙われているため。「爪」の構成員と何度か衝突したのか、実戦経験が豊富で、拷問の手際がやたら良い。両親は仕事のためしばらく海外におり、家族旅行もしたことがないなど、家族に対しては無関心ぎみ。
超能力に目覚めた律に「以前の自分のように能力に頼りすぎるな」と忠告する一方、律が「爪」に拉致された際には進んでモブに協力。いきり立つモブを冷静に諭し助言を与え、共に「爪」第7支部の幹部たちと戦った。「爪」編以降も、モブを良きライバルとして友情と敬意を抱き、彼の言葉や行動に感化されている。筋トレに励むモブの影響でテルも体を鍛え始め、中学生のものとは思えない強靭な肉体を手に入れた。
モブ編では暴走するモブを止めようとするも、再び落武者状態にされてしまう。しかし、能力をモブには決して向けず、周囲の一般人を安全な場所まで移動させて救助した。エピローグでは髪が伸び、モブたちと共に霊幻の誕生日を祝った。

### 塩中学校
調味市に所在する中学校。
高嶺ツボミ（たかね ツボミ）
声 - 佐武宇綺 / 演 - 与田祐希（ドラマ版）
モブの幼馴染であり、想い人。2年3組でモブとはクラスが異なる。テニス部に所属している。可愛らしい外見をもつ「学校のアイドル」。モブから超能力者であることを打ち明けられているが、超能力には興味が無い。異性としてはモブには目もくれていないようだが、全く相手にしていないというわけでもない。
人に合わせず自分の価値観に則って生きており、エクボからは「強い女」と評されている。
モブ編では転校してしまうこととなり、学校中の男子生徒から告白され続けるもことごとく断り続けた。告白を決意したモブから呼び出され、待ち合わせ場所にてモブと会う約束をした。待ち合わせ当日、暴走したモブにより町内で避難命令が出て、友人からも避難するよう説得されてもモブを待ち続けた。モブの告白は「まだ異性として見たことがない」と断ってしまうものの、エピローグではモブと連絡をとりあっている。
原作とアニメでキャラクターデザインがかなり異なる。
米里イチ（めざと イチ）
声 - 藤村歩（アニメ第1期・第2期）、嶋村侑（アニメ第3期） / 演 - 末永みゆ（舞台版第1作・第2作）
2年1組で、モブのクラスメイト。新聞部部員。常にデジタルカメラを持ち歩き、スクープを探している。危険な場所にも単身乗り込む行動力と旺盛な好奇心の持ち主。
モブの超能力に興味を持ち、その秘密を暴こうと躍起になる一方で、モブを妄信する者たちが集って作り上げた「サイコヘルメット教」にも接触している。
当初は単なる好奇心からモブを利用して宗教作りに参加し、刺激を楽しんでいただけだったが、モブの活躍を見るうちに純粋に敬意を持つようになった。
エピローグでは、脳感電波部の年末のUFO探しに参加する約束をしている。
マリコ
声 - 木村珠莉
鬼瓦のクラスメイトで幼馴染の3年生。幼い時、鬼瓦と結婚の約束をしていたが、律と神室に陥れられた鬼瓦を拒絶する。
エミ
声 - 松井恵理子
本が好きで、小説を書いている2年生。生徒会長に立候補したモブに惚れたとして恋心を告白した。小説家志望。

#### 脳感電波部
人間の脳の未知の部分に注目し、「宇宙と交信するために脳を活性化させ、テレパシー能力を身に付けること」を活動目的としている部活だが、実際は何の活動もせず部室で怠惰に過ごす日々を送っており、周囲からの評判は悪い。周囲の白い目に耐えられなくなった部員の竹中が退部したため、部員不足で徳川に廃部を命じられる。モブを勧誘するも肉体改造部に入部され、事実上廃部になったが、肉体改造部の計らいもあり廃部後も部室を使用している。
暗田トメ（くらた トメ）
声 - 種﨑敦美 / 演 - 山谷花純（ドラマ版） / 田上真里奈（舞台版第1作・第2作）
3年5組。脳感電波部部長。宇宙人との接触を夢見ている。サバサバとした物言いをするが、面倒見が良い。自分の気持ちを素直に出せない照れ屋な一面があり、それが原因でまわりとすれ違い衝突することも。テレパシストを探すため、モブとは休日に町まで出かけるなど、よく絡んでいる。
二学期の終わりに、部員たちのやる気の無さに失望して部の解散を命じるものの、後に自分のためにUFO探しを企画してくれた部員たちには内心感謝していた。
エピローグでは高校に進学し、霊とか相談所でアルバイトを行い霊幻の秘書を行っている。
スピンオフ漫画「REIGEN」では高校デビューを目指し、オカルトから脱却した高校生活を送ろうとするも、物足りなさを覚えて霊とか相談所で働き始める経緯が描かれている。
犬川豆太（いぬかわ まめた）
声 - 山下誠一郎 / 演 - 森公平（舞台版第1作・第2作）
2年1組でモブのクラスメイト。脳感電波部部員。モブとは小学校時代からの付き合いで、それを利用して脳感電波部に勧誘した。部活に勧誘したあとはモブと積極的に交流し、気の置けない友人となった。
コミュニケーション能力が高く、脳感電波部以外でも友人の家で同じように遊んでいる。その友好的な言動から勘違いが生じ、言葉の通じない宇宙人に連れ去られたが、表情やジェスチャーだけで意思を伝えて地球に戻ることが出来た。
猿田尻彦（さるた しりひこ）
声 - 濱野大輝 / 演 - 田代哲哉（舞台版第1作・第2作）
1年5組。脳感電波部部員。割れた顎が特徴。
雉子林春人（きじばやし はると）
声 - 綿貫竜之介 / 演 - 匁山剛志（舞台版第1作・第2作）
3年4組。脳感電波部部員。痩せ形で、頬がこけている。暗田トメとは同年の友人として思うことがあるらしく、友達思いな面も見せる。
竹中桃蔵（たけなか ももぞう）
声 - 野瀬育二（アニメ第1期）、河西健吾（アニメ第3期）
先述の通り脳感電波部から退部した部員。その後はツボミに惹かれてテニス部に入部した。
脳感電波部の活動を馬鹿にしていたが、実は物心ついたころからのテレパシスト。他人に自分の心の声を聞かせることもできる。他人の心の声が聞こえてしまうことに幼少時から苦しんでおり、今では心の声をシャットアウトする技術を身につけている。脳感電波部から協力するよう頼まれても当初は断っていたが、同じく生まれついてからの超能力者であるモブの説得により協力することにした。シニカルな物言いをするつっけんどんな少年だが、仲間との思い出づくりに真剣に取り組み、すれ違っていた部員たちを仲直りへ導くなど、本当は優しく友人想いな性格。UFO探しの一件のあとは、脳感電波部とつるむようになった。

#### 肉体改造部
脳感電波部に勧誘されたモブが入部した部活。通称「肉改部」。名前の通り、筋力増強を目的としたトレーニング活動を行っている。部員不足で廃部となった脳感電波部の部室を譲り受けたが、主にトレーニング器具の置き場として使っており、部室は元脳感電波部員にも引き続き使用させている。
郷田武蔵（ごうだ むさし）
声 - 関俊彦 / 演 - 長濱慎（ドラマ版） / 郷本直也（舞台版第1作）、兼崎健太郎（舞台版第2作）
3年3組。肉体改造部部長。中学生とは思えないほどに肉体を鍛え上げている。厳つい外見と武骨な話し方とは裏腹に、優しさと気概に満ち、部員たちへの面倒見も良い好漢。ただし成績はあまり良くないらしい。実家が農家で、将来は家業を継ぐ予定。
トレーニングに全く付いて来られないモブに対しても、その努力と根性を認めて「部の大切な一員」だと語っており、テルとの騒動では、捕らわれたモブを助けるために部全体を率いて黒酢中学校に乗り込み、不良たちを打ち払った。以来、鬼瓦とも徐々に交友関係を深めており、律と神室に陥れられた鬼瓦の無実を唯一信じた。
志村遼平（しむら りょうへい）
声 - 綿貫竜之介 / 演 - 鈴木貴之（ドラマ版） / 能登屋ヒヒ丸（舞台版第2作）
3年1組。肉体改造部部員。リーゼントのような髪型。犬好きで視力がやや低い。将来は筋肉を鍛える仕事に就く予定。
山村秀樹（やまむら ひでき）
声 - 濱野大輝 / 演 - 黒石高大（ドラマ版）
3年3組。肉体改造部部員。短髪。歌唱力が高いが存在感は薄い。ピーマンが苦手。将来は公務員になれと親に言われている。
佐川純（さがわ じゅん）
声 - 山下誠一郎 / 演 - 高橋良輔（舞台版第1作）、米村秀人（舞台版第2作）
2年2組。肉体改造部部員。丸刈りで背が低め。気配りの出来る性格で学力が高い。お年玉を切り崩してプロテインを買っている。将来の夢は獣医。
エピローグでは肉体改造部部長となっており、モブとも気が置けない仲になっている。
隈川弘（くまかわ ひろし）
声 - 武内駿輔 / 演 - 三宅十空（舞台版第1作）、赤谷翔次郎（舞台版第2作）
3年2組。肉体改造部部員。モヒカン。熱帯魚に詳しく画力も高い。よく職務質問されるらしい。陸上のスポーツ推薦で高校進学予定。

#### 不良グループ
鬼瓦天牙（おにがわら てんが）
声 - 細谷佳正 / 演 - 白戸達也（ドラマ版） / 木戸邑弥（舞台版第1作）、大海将一郎（舞台版第2作）
「鬼の天牙」の異名を持つ塩中の番長。乱暴者だが、憎めないところが多い。意外と根は真面目であり、授業はちゃんと受け、学校は無遅刻無欠席。
黒酢中に殴り込み暴れ回るが、テルの超能力に倒される。その後肉体改造部を使って打倒テルを計画するものの、やはり肉体改造部もろとも超能力に敗れた。
テルを倒した塩中生徒「白Tポイズン」を塩中の裏番長に仕立てるべく、それがモブとは知らないまま捜索していたが、その最中に律と神室によって陥れられ、女子生徒のリコーダーを盗んだ犯人に仕立て上げられてしまう。クラスでは変態呼ばわりされ、律と神室の根回しにより舎弟たちからも見放され完全に孤立する憂き目に遭うも、「爪」第7支部編終盤で謝罪してきた律と神室に対し、「以前から学校内に自分を追い出したい空気があったこと、周りから嫌われていたこと、そして己の心の脆さに気付けた」として、快く許す成長を見せた。その後は唯一無実を信じてくれた武蔵と交流を深め、彼と共に筋トレに励む様子が見られる。周囲には秘密にしているが、将来は漫画家を目指すため漫画研究会のある高校に進学しようとしている。
山崎（やまざき）
声 - 君嶋哲 / 演 - キャッチャー中澤（ドラマ版）
2年4組。鬼瓦の舎弟。「大掃除」の標的となり、見逃す代わりとして鬼瓦に対する虚偽の証言を強要される。
小林（こばやし）
声 - 不明 / 演 - 村松和輝（ドラマ版）
鬼瓦の舎弟。名前はドラマ版にて判明。

#### 生徒会
中学に入学した律が所属し、役員を務めている。
神室真司（かむろ しんじ）
声 - 遊佐浩二 / 演 - 國島直希（ドラマ版） / 平田裕一郎（舞台版第1作・第2作）
3年4組。生徒会長。両親に優秀な兄と比べられ続けたことから、屈折した形で周囲に認められようとしている。
「大掃除」と称して鬼瓦を初めとする不良勢力を一掃しようと考え、まず鬼瓦の人望を失墜させた。続いて律を利用しようとしたが逆に嵌められ、不良たちにも逆襲されてどんどん惨めな状況に陥っていく。騒動の後、髪を切り目元の隈も消え、すっきりとした風貌になった。兄の擁護を受け、今までの行いを反省して全校生徒に自分の所業を謝罪し、生徒会長を辞任した。その後責任をとるために改めて生徒会長に立候補し、再度当選した。
徳川光（とくがわ ひかる）
声 - 松岡禎丞 / 演 - 星乃勇太（舞台版第1作・第2作）
生徒会副会長。きっちりと七三分けにした頭髪がトレードマーク。苦言が多いが、本質を突いた発言もする思いやりのある人物。「大掃除」に賛成していたものの途中から反対し、神室と対立する。神室が改心して生徒会長を辞任した後は、改めて立候補するよう説得した。

### 他校の番長
調味市に所在する各中学校の番長。謎の塩中生徒「白Tポイズン」を倒して名を挙げようと大挙して現れたが、律の超能力で返り討ちにされ、直後に起こったモブと誇山の戦いにも巻き込まれる。「爪」がテロを起こした時は、白Tポイズンに借りを返すため臆さず襲撃しにかかり、結果的に将たちの陽動役となった。
枝野剛（えだの つよし）
声 - 林勇 / 演 - 根岸拓哉（ドラマ版）
黒酢中学校の番長。テルに「レベルが低すぎる」という理由で番長を降りることを命じられた。その後、モブに敗北したテルの姿を見て逃走。
富士（ふじ）
声 - 西凜太朗
味噌中学校番長。「味噌中の巨人」の異名を持つ大男。
磐梯（ばんだい）
声 - 山下誠一郎
醤油中学校番長。マスクを着用している。
五頭（ごず）
声 - 濱野大輝
マヨ中学校番長。モヒカン。
赤城（あかぎ）
声 - 綿貫竜之介
麺つゆ中学校番長。白ランを着用し、嫌味そうな顔立ち。
剣崎（けんざき）
声 - 関俊彦
豆板醤中学校番長。筋肉質な体つきをしている。

### 覚醒ラボ
密裏が個人で所有している研究施設。人工的に超能力を増幅・覚醒させることを目的としている。「爪」編では桜威の襲撃を受け、ラボに通う子供たちを攫われてしまう憂き目に遭った。
その子供たちの能力は下記の通り登場当初はかなり弱いものだったが、「爪」編以降テルの元で特訓を行うようになった結果飛躍的に向上し、統一郎と5超、各支部の「傷」との戦いではモブたちと共闘した。
「爪」との戦いが終わった後は、超能力の開発技術が悪用された時のことを懸念して研究が中断された。しかしメンバー間の個人的な交流は続いている模様。
密裏賢治（みつうら けんじ）
声 - ふくまつ進紗 / 演 - 久保田悠来（ドラマ版） / 平尾健蔵（舞台版第2作）
とある資産家の息子。「何者かになりたい」という思いにより覚醒ラボを設立する。「爪」編では律をモブだと勘違いして彼を覚醒ラボに勧誘した。
統一郎と5超との戦いではモブたちに敵から身を隠すための潜伏先を提供した。
星野武史（ほしの たけし）
声 - 天﨑滉平 / 演 - 中島拓人（舞台版第3作）
念動力を操る中学生。サッカー部所属で目立ちたがり屋な性格。鋭利なリーゼントヘアーが特徴。
「超強力な念動力を使える」と自称していたが、本当はスプーンを曲げるので精一杯だった。しかし「爪」編以降はテルの元で特訓を受けるようになり大きく成長し（実演訓練の成果として）攻撃技「砂埃旋風」を習得、各支部の「傷」との戦いでは、念動力で起こした砂埃の旋風に朝日の火炎放射を加えた合体技「念動火柱」を披露した。
黒崎麗（くろさき れい）
声 - 福沙奈恵 / 演 - 坂ノ上茜（ドラマ版） / 加藤里保菜（舞台版第3作）
超直感の持ち主。成功率は60%程度。結構しっかり者。イケメンに弱いらしく、律やテルにときめいている描写がある。
「爪」第7支部に拉致された際はその能力を活かして脱出時の誘導係となった。テルの特訓を受けるようになってからは能力の精度が上がり、下水道から調味文化タワーに侵入を試みた元「傷」たちを自信を持って誘導していた。
朝日豪（あさひ ごう）
声 - 桑畑裕輔（第1期）→熊澤玄徳（第2期） / 演 - 杉山真宏（舞台版第3作）
パイロキネシス（発火能力）の使い手。クールを装っているが実際はそうでもない。
自称「全てを焼きつくす火炎の申し子」だが、ライター程度の火を数秒つけられる程度だった。しかし「爪」編以降はテルの元で特訓を受けるようになり大きく成長、（発生させられる炎がMAXで火炎放射器級になった）攻撃技「火炎放射」を習得、各支部の「傷」との戦いでは星野が念動力で起こした砂埃の旋風に自身の火炎放射を加えた合体技「念動火柱」を披露した。
白鳥兄弟（しらとりきょうだい）
声 - 花倉洸幸 / 演 - 塩野瑛久、福山康平（ドラマ版） / 匁山剛志、田代哲哉（舞台版第3作）
テレパシストの兄弟で丸顔が兄の大地、四角顔が弟の海斗。兄弟とも落ち着いた性格。
テレパシーの通じる相手はお互いのみではあるものの、「爪」編ではそれによって霧藤の幻覚を見破った。テルの特訓を受けるようになってからは、自分たち以外の相手の思考も読めるようになり、「嘘発見テレパシー」で他人の真意を確認している。
脳感電波部編では律に頼まれて、より強力なテレパシストを探すため味玉県内にテレパシストのみが聞こえる「ノイズ」をモブと協力して飛ばし、竹中がテレパシストであることを突き止めた。

### 「爪」
超能力者による犯罪集団。20年前から各地の超能力者を集め、超能力による世界征服を目論んでいる。「苦痛を強いることが能力覚醒への糸口の1つ」だという考えから、拷問じみた方法で超能力を目覚めさせる「覚醒実験」を行い、世界で唯一超能力者を人工的に作り出すことに成功している。しかしそれでも、生まれつきの超能力者には遥かに劣る。
ボスである鈴木統一郎は優れた超能力の持ち主が支配者になるべきだと考えており、「幹部はいつでもボスに挑戦でき、勝てば即ボスの座につける」というシステムを組織に導入している。なお、名前の由来は「『能ある鷹は爪を隠す』と言うが我々は爪を隠さない鷹だ」という理念からきている模様。
数々の新興宗教を設立し、超能力を神通力に見せることで信者から寄付金を得て軍資金としている。また、多数のスポンサーからも資金提供を受けており、世界征服を実現した暁にはある程度のポジションを保証すると騙して利用している。各支部の幹部たちはかつてボスに挑んだ際に返り討ちに遭い、いまだに傷跡が残っていることから「傷」と呼ばれている。表向きはそれは力量を認められた証であるとされており、本人たちはその傷跡を誇りに思っている。しかし本来の意味は「✖」であり、当の統一郎やその直属の5超からは「欠陥品の烙印」と見なされていた。
「爪」編にてモブたちに敗れた第7支部の幹部の面々には霊幻の説得で改心した者も多く、統一郎と5超、各支部の「傷」との戦いではモブたちに協力した。
鈴木統一郎（すずき とういちろう）
声 - 井上和彦
「爪」の支配者。48歳。超能力者の息子・将を支部の視察に向かわせ、有能な者を本部に引き抜くなどの工作を行っている。モブたちの住む調味市の出身。
元来の自己中心的な性格に加え、これまでの人生で一度も失敗や挫折を味わったことがないゆえの冷徹さと傲慢さを持ち合わせている。他者への配慮というものも全く考えておらず、実の息子の将相手でも容赦なく痛め付けていた。
だがその心の奥底には本人も忘れかけていた別れた妻への想いが潜んでおり、「爪」の目的である世界征服も「世界を支配すればもう一度妻と会えるかもしれない」という願いにも似た思いから始まっている。
風、炎、冷気、電気、重力など複数の能力とエネルギーを自在に操る能力を持ち、応用として「譲渡」・「吸収」・「蓄積」の3つの技を使う。「譲渡」では「爪」の兵隊約600人に自らの力を分け与え、「蓄積」では20年もの間自身の中に溜め続けたエネルギーを使いモブと将を圧倒した。100%状態のモブとの戦いでどんどん出力を上げ続けた結果力が暴走し自爆しかけるが、モブがそのエネルギーを代わりに吸収したため命を救われる。芹沢らに救出された後は自首し、将とも和解した。
モブ編では政府からの命令で暴走するモブの前に立ちはだかり、将と共闘した。自分たちの力がモブに一切通じない中、自分の命を犠牲にしてでもモブを止めようとするも、将の説得により逃走を決意。超能力が危険なものであることを改めて認識した。
鈴木将（すずき しょう）
声 - 國立幸 / 演 - 永田聖一朗（舞台版第2作・第3作）
統一郎の息子で自身も強力な超能力の持ち主。逆立った髪型が特徴的な13歳の少年。身長153.3センチメートル、体重42.4キログラム、血液型AB型、誕生日12月1日、射手座、卯年。
初登場時は「本部から第7支部に研修にやって来た覚醒者の子供」という触れ込みで現れたが、実際は優秀な人材を引き抜く目的で視察に訪れていた。
念動力と光の屈折率を操り透明化する能力を持ち、さらにエネルギーを長期間蓄積して強力な攻撃「チャージボム」を放つことが出来る。
性格は豪胆で大雑把。しかし父親とは違い、他者を気遣う心はある。「世界征服」という大それた野望を本気で実現しようとしている父親に対して、激しい羞恥心と反発心を抱いており、裏で統一郎の野望を阻止するために少数ながら超能力者を集め対抗組織を設立する。父への反抗の証として家出と引きこもりを繰り返しているせいで、「爪」の構成員にも彼がボスの息子だと知る者は少ない。
律とは彼が第7支部に拉致された際に激突し、完膚なきまでに叩きのめすというファーストコンタクトを経てはいるものの「身内に強大な力を持つ超能力者がいる」という共通点があることもあってか、5超との戦いでは共闘を果たしている。その後も塩中の文化祭で律のクラスに遊びに来るなど、個人的な交流が続いている模様。「爪」崩壊後、統一郎とも事実上和解したような形になっている。
モブ編では暴走するモブを止めるため統一郎と共闘するも、モブには力が一切通じず、統一郎と共に逃走。これからは超能力を使わず、普通に生きていくことを決意した。エピローグでは芹沢に呼ばれ、霊幻の誕生日を祝った。

#### 5超
「爪」本部の5人の最高幹部の超能力者。支部の幹部たちを大きく上回る能力の持ち主であり、統一郎からは「人間を超えた超能力者たち」と称されている。
芹沢克也（せりざわ かつや）
声 - 星野貴紀
「5超」の中で最強の力を持つ超能力者。30歳。
自らの能力をコントロールできず、周囲から気味悪がられ15年間引きこもっていたが、統一郎に力を見出され「爪」へと引き入れられる。その際に統一郎から「この傘の下が君の部屋の延長だと思えばいい」と贈られた傘を肌身離さず持ち歩き、戦闘において武器としても使用している。
長い間孤独に苦しんでいたために組織への帰属意識が強く、自分を救い出してくれた統一郎のことも「社長」と呼び深く慕っている。根は善人であるため「爪」の活動方針には内心疑問を持っているが、組織への依存と社会に対する恐怖心から「爪」を抜け出せずにいた。しかしモブから「そんなの仲間じゃない」「アンタは都合よく利用されてる」と諭され、彼のまっすぐな感情と記憶に触れて改心。その後、統一郎が霊幻を殺そうとした時にそれを阻止し、反旗を翻した。
「爪」の壊滅後は霊幻に誘われ、社会復帰に向けて「霊とか相談所」で働くことになる。それまでアフロヘアーさながらにボサボサだった髪と無精髭を霊幻にカットしてもらい、スーツに身を包んで見違えるような風貌となった。相談所の依頼をこなす傍ら、夜間の定時制学校へ通っている。
優しく思いやりがあり、お人好しな性格。相談所で働き始めた後も相変わらず自分に自信が持てず騙されやすい性格のままだったが、夜間学校で友人を作り、日々勉学に励むうちに外向的な性格へ変わっていき、初めは畏敬していたはずの霊幻に対する態度が急激に軟化。「〜っす」と砕けた言葉遣いで接し、歯に衣着せぬ発言も平気でするようになった。
エピローグやスピンオフ漫画「REIGEN」では経験を積み、頼りがいのある姿が描かれている。
島崎亮（しまざき りょう）
声 - 杉山紀彰
5超の1人。盲目の青年。他人の動きを先読みできる能力と空間を自在に移動出来るテレポート能力を駆使し、如何なる攻撃をされても傷一つ付かない。「ボスを除けば世界最強」と自負している。本気で世界征服をする意欲は無く、ただ楽しむために「爪」に所属している。
作中では首相の誘拐、下水道から統一郎と5超が拠点としている調味文化タワーへの侵入を試みた元「傷」たちの撃退、タワー前でテルたち数十人の能力者を相手取るなど、5超の中では一番見せ場が多かった。
「超感知ゾーン“マインズ・アイ”」を使いテルたちを苦しめたが、その技は超能力者“のみ”のエネルギーの流れや体の動きを把握することに特化したものだったため、超能力を持たない霊幻の接近をあっさり許し、彼にボコボコにされて呆気なく降参。モブの怒気に触れ逃走する。
峯岸稔樹（みねぎし としき）
声 - 小林裕介
5超の1人。エネルギーを植物に注ぎ込むことで成長・増殖させ、またそれらを自在に操る能力者。冷静で淡白な性格。
モブとの戦いでは互いに植物を操り合い互角の戦いを繰り広げるが、その最中「爪」の兵隊によって魔津尾が捕らえていた最上の封印が偶然解放されてしまい、逆に最上によって植物のコントロールを奪われ殺されかける。モブの懇願により何とか一命は取り留めたものの、そのまま戦闘不能となった。その後、文化タワーから落下した霊幻たちを能力によって救出する。
「爪」壊滅後は社会復帰に向けて「ニコニコ生花店」で働いている。店長には超能力者であることを明かしていない。命を救われた借りがあるモブのことを気にかけており、意中の人に贈る花を買いに来た彼に、代金に見合わない豪華な花束を譲った。
アニメでは紫がかった灰色の髪だが、スマホアプリ「モブサイコ100～サイキックパズル～」では金髪だった。
柴田 宏（しばた ひろし）
声 - 三宅健太
5超の1人。筋肉に念信号を送り膨張させる技「サイコステロイド」を使い、建物の壁をぶち抜くパワーと銃弾を浴びてもダメージを受けない防御力をその身に宿す。
モブを狙って霊幻たちと接触するが、霊幻に桜威の呪いが込められたスプレーを噴霧され眠らされたことで、逆に覚醒し理性が吹き飛んでしまう。暴走しながらも執拗にモブ（正確には眠っているモブに憑依したエクボ）を追い回す中、偶然ランニングで通りかかった肉体改造部と遭遇し、事情は分からずともモブを狙う柴田からモブを守ろうとする武蔵と、その武蔵に憑依したエクボと激突する。
武蔵の鍛え上げられた筋肉と彼の潜在能力を100%引き出したエクボの前では、柴田のドーピングによる紛い物の筋肉は力及ばず敗北。その後は目覚めたモブの念動力にあっさり倒されてしまった。
羽鳥 希（はとり のぞむ）
声 - 濱野大輝
5超の1人。眼鏡をかけた青年。電子機器や電波に関わるシステムに自由に侵入・操作できる能力を持つ。
作中では公共の電波をジャックしたり、報道ヘリを自在に操るなどしてみせる。調味文化タワーに単身乗り込んできた将をヘリなどで出迎えるが、背後を取られて瞬殺された。目が覚めた後は峯岸と合流している。

#### 第7支部
遺志黒獏膳 （いしぐろ ばくぜん）
声 - 大久保瑠美、岩崎ひろし（正体） / 演 - モロ師岡（ドラマ版） / 堀田勝（舞台版第3作）
「爪」の第7支部を束ねる支部長。重力を操る能力を持ち、重力の塊「黒玉」を作ってあらゆる物を引き寄せ、吸い込む。
普段はガスマスクとボイスチェンジャーで正体を隠しているが、中身は老人。「特別な力を持つ自分は世界に特別扱いされて然るべき」という傲慢な思考の持ち主で、超能力を持たない人間は猿同然だと見下している。モブの全超能力が憑依した霊幻の叱咤で心を折られ、自暴自棄になって支部ごと破壊しようとするが、直後に将から制裁を受ける。
第7支部解体後、他の幹部と同様に除名抹殺対象となる。
桜威遊介（さくらい ゆうすけ）
声 - 細谷佳正 / 演 - 出合正幸（ドラマ版） / 神里優希（舞台版第2作・第3作）
「爪」の幹部。誇山のパートナー。日本刀（元はプラスチック製のおもちゃ）を携え、理知的な雰囲気を漂わせる眼鏡の男。
幼少期に両親から捨てられ、引き取られた先の施設で壮絶なイジメを受けた悲惨な経験からこの世のあらゆるものを呪うようになり、呪いによってあらゆる物体に特殊な力を付加する能力を持つ「呪術者」となった。玩具に呪いをかけ強化する「呪玩（じゅがん）」で戦闘を行うほか、入った能力者の能力を封じる「封印部屋」なるものを作り出せる。
第7支部解体後、他の幹部と同様に除名抹殺対象となる。本部に対抗するため、霊幻たちに協力した。
現在は誇山と共にコンビニで働いている。悪質な客の頭を挟む用おでん用トングを持ち歩いており、有事の際はトングで戦う。
誇山恵（こやま めぐむ）
声 - 三木眞一郎 / 演 - 岩永洋昭（ドラマ版） / 和成（舞台版第2作）、田中涼星（舞台版第3作）
「爪」の幹部。初登場時はフードで顔を隠していた。筋骨隆々の体躯を持ち、モヒカン頭、耳と唇にピアスをつけた強面の男。
凶暴な超能力者であり、子供相手でも容赦なく暴力をふるう。腕や脚に念動力を螺旋状に纏わせる「念動螺旋」による打撃でモブを追い詰めたが、全力を開放したモブに圧倒される。しかし目的達成を優先し、モブとの交戦を諦め律をさらって退却。その後、第7支部アジトに侵入したモブと再戦するも瞬殺された。他の幹部からはバカだと思われている。
第7支部解体後、他の幹部と同様に除名抹殺対象となる。本部に対抗するため、霊幻たちに協力した。
現在は桜威の紹介で同じコンビニに勤めており、髪を黒に染めピアスを外した堅気な外見に変わった。客へのサービス心を優先するあまり規則を逸するほど仕事に傾倒している。
寺蛇梵児（てらだ ぼんじ）
声 - 立木文彦 / 演 - 坂本和基（舞台版第3作）
「爪」の幹部。誇山がモブを取り逃したことを支部長に告げ口するなど、陰湿な性格。誇山からもあまり良く思われていない。念力の鞭を操る「空鞭（からぶち）」で戦闘を行う。
独断でモブを倒そうと覚醒ラボに乗り込むが、テルもその場にいたことで拘束・拷問される。アジトまで案内をさせられるも森の中へ逃走、「空鞭」を有利に使える地の利を得てモブたちを襲うが、モブとテルの共闘により敗北。
第7支部解体後、他の幹部と同様に除名抹殺対象となる。本部に対抗するため、霊幻たちに協力した。
邑機智弘（むらき ともひろ）
声 - 鶴岡聡 / 演 - 河野賢治（舞台版第3作）
「爪」の幹部。肩パッドに大きなマント、額に謎の印という奇妙な出で立ちをしているが、実は単なるコスプレ。物理攻撃が効かない霊体を無数に飛ばし、相手を一方的に攻撃する「幽体術（ゆうたいじゅつ）」の使い手。
霊幻に打ち負かされたことをきっかけに、彼を「霊幻大先生」と呼び信奉するようになる。第7支部を抜けた後はコスプレ姿から一転、スーツを着用している。
第7支部解体後、他の幹部と同様に除名抹殺対象となる。本部に対抗するため、霊幻たちに協力した。
無飼流星群（むかい きらり）
声 - 小見川千明 / 演 - 加藤里保菜（舞台版第3作）
「爪」の幹部の少女。一人称は「ボク」。木人形を自動で遠隔操作できる「人形使い」。性格は無邪気かつ、他の幹部たちの例に漏れずどこか残酷。槌屋を「ツッチー」と呼び慕っている。大切な木人形たちをモブに破壊される。
第7支部解体後、他の幹部と同様に除名抹殺対象となる。「爪」の襲撃の際、人形の材料にしていた御神木を燃やされ、怒りをあらわにした。本部に対抗するため、霊幻たちに協力した。
嶽内閃光（たけうち せんこう）
声 - 柳田淳一 / 演 - 田中涼星（舞台版第3作）
「爪」の幹部。槌屋とは逆に、気の力を体外に放出する技の持ち主。普段は不気味な顔つきだが戦闘になると整った顔つきになり「底が計り知れない」と遺志黒に言わしめるが、能力を振るう場面すらなくモブに倒された。
他の支部の「傷」にも凄腕と認められる実力者である。車を飛ばすほどの念動力が扱える。必殺技は大出力の気を掌から放出する「超滅気功弾」。
第7支部解体後、他の幹部と同様に除名抹殺対象となる。本部に対抗するため、霊幻たちに協力した。
宮蛾輪灯成（みやがわ とうせい）
声 - 勝杏里 / 演 - 森公平（舞台版第3作）
「爪」の幹部。パイロキネシスの使い手。髪を逆立てた、ひょろ長い体躯の男。モブ、エクボと別れ単独行動していたテルを凄まじい火力で襲うも、火元である自分自身をバリアで包まれ、大火傷を負い敗れる。
第7支部解体後、他の幹部と同様に除名抹殺対象となる。
槌屋華（つちや はな）
声 - 原優子 / 演 - 間宮夕貴（ドラマ版） / 坂本和基（舞台版第3作）
「爪」の女性幹部。気を体内に留めることで身体能力と防御力を強化できる「気功術」の使い手。「純粋な戦闘なら『傷』の中でも目立つ強さを持っている」と支部長の遺志黒をして言わしめている。己を「ツッチー」と呼び懐いている無飼のことは彼女自身も気に入っているらしく、よく面倒を見ている。無飼の人形を破壊したモブと接触。気功術を生かした近接戦闘でモブにダメージを与えるが、女性を傷付けたくないモブに本気で戦うことを拒絶される。しかしそれを侮辱と称し、自身と本気で戦っていいことを許可し、本気を出したモブに敗北する。
第7支部解体後、他の幹部と同様に除名抹殺対象となる。本部に対抗するため、霊幻たちに協力した。
霧藤前夜（むとう ぜんや）
声 - 桐井大介 / 演 - 鈴之助（ドラマ版） / 河野賢治（舞台版第3作）
「爪」の幹部。幻覚を見せる能力者で、その能力を用いた恐怖による精神支配で攫ってきた能力者を洗脳する「教育係」でもある。支部戦ではモブに強烈な幻覚を見せた結果、「拒絶」の感情を爆発させたモブに幻覚を逆流させられお互いに失神してしまう。
第7支部解体後、他の幹部と同様に除名抹殺対象となる。
魔津尾純愛（まつお じゅな）
声 - 綿貫竜之介 / 演 - 天羽尚吾（舞台版第3作）
「爪」の幹部。男性だがオネエ言葉で喋る「悪霊使い」。「ゴーストカプセル」と呼ばれる密閉容器の中に悪霊を封じ込め、普段はそれを腰に巻いて携帯している。彼が使役する悪霊たちはそのグロテスクな見た目とは裏腹に「クッキーちゃん」、「ガムちゃん」、「キャラメルちゃん」といったお菓子の名前が付けられている。
エクボを捕らえ、蟲毒によって最強の悪霊「マシュマロちゃん」を作り出そうとしたが、エクボが他の悪霊を全て喰らい尽くしてしまったため失敗に終わる。
第7支部解体後、他の幹部と同様に除名抹殺対象となる。
まっとうに生きるため苦戦しながらも霊能商法を試みている模様。浅桐正志の依頼に応じ、浅桐みのりに憑依した悪霊を除霊するため浅桐家を訪れる。モブと最上の戦闘を見届け、みのりの体内から出た最上をゴーストカプセルで吸収。「プリンちゃん」と名付けたが、最上の強すぎる力は制御できなかったようで、小瓶に入れて封印している。
略奪された調味市で、峯岸と戦っているモブを発見し加勢したが、鈴木統一郎の力を分け与えられた本部構成員に敗北。最上を封印した小瓶を割られて解放されてしまった。

#### 支部長
「爪」の各支部を束ねる超能力者たち。いずれも遺志黒と同等の実力者であると思われるが、能力を見せる前に外人部隊に倒された。
玉城（たまき）
声 - 櫻井トオル
「爪」第1支部長。髭をたくわえた中年の男性。
古館（ふるたち）
「爪」第2支部長。瓶底眼鏡をかけた男性。
海老原（えびはら）
「爪」第3支部長。ギョロギョロと見開いた目が特徴の中性的な男性。
柳川（やながわ）
「爪」第4支部長。戯画のような顔をした、スキンヘッドの男性。
榊原（さかきばら）
「爪」第5支部長。マフラーをした男性。
五十嵐(いがらし)
「爪」第6支部長。おたふくのように膨れた頬が特徴の男性。

#### 将の部下
東尾
声 - 松川裕輝
将の部下の青年。鷲鼻。物質を分解し新しい物体を再構築することができる。この能力を用いてモブの家にダミーの死体を残した。また、火事になった影山家を復元した。将と律を先に行かせるため、5超の峯岸と交戦したが敗北した。
大月
声 - 岩崎諒太
将の部下の青年。目が髪で隠れている。エネルギーを込めた紙ハリセンにより空気中に強力な衝撃波を伝搬させ標的を破壊することができる。将と律を先に行かせるため、峯岸と交戦したが敗北した。
福田
声 - 木内太郎
将の部下の青年。顎鬚が生えた坊主頭。将に対し過保護。対象者の負傷部位にエネルギーを送り自然治癒能力を爆発的に高め治癒することができる。将と律を先に行かせるため、峯岸と交戦したが敗北した。

#### 外人部隊
鈴木統一郎に雇われた外国人の傭兵たち。合計10名いる。支部長6人に圧勝するほどの超能力を持っているが、5超には遠く及ばず、軽く捻り潰されてしまった。
ヨシフ
声 - 畠中祐
外人部隊の実質的なリーダー。他の外人部隊員を煽動し、「爪」への謀反を起こした。
タバコの煙を鋼鉄並みの硬度にまで固める「ホワイトノイズ」という技を使う。芹沢を「ホワイトノイズ」による鋼鉄の煙で閉じ込めたが、芹沢の圧倒的なパワーに煙を砕かれてしまい敗北した。
正体は日本政府に送り込まれたスパイで、「爪」の内部崩壊を目論んでいた。モブと統一郎の戦いが終わった後、統一郎を連行していった。モブ編では減刑を条件に統一郎などの強力な能力を持つ犯罪者たちを、モブの暴走する現場まで輸送した。
ウド
声 - 矢野奨吾
外人部隊のメンバー。柴田と同じ、肉体を強化する能力者。「暴れられればそれでいい」と考えており、その力で破壊活動をするために日本に来た。メンバー2人を難なく倒した柴田に逆上し襲い掛かるも腕一本で倒された。
ミゲル
声 - 松川裕輝
外人部隊のメンバー。「爪」の戦闘員たちを一人一人指さし、「殺せる」と言い放つ傲慢な男。しかし5超との戦いで真っ先に倒されてしまった。

### 日輪霊能連合会
浄堂麒麟 (じょうどう きりん)
声 - 丹沢晃之
日輪霊能連合会会長。ギョロ目の老人。本物の霊能者であり、多数の弟子を従えているが、非常に狭量な性格で敵対する霊能者を廃業まで追い込む噂があるため、弟子以外の同業者には疎まれており、陰で「お山の大将」などと呼ばれている。
最上を除霊しようとしたが攻撃を跳ね返され、最上に憑依されてしまった。霊幻の「対被憑依者飛び膝蹴り」により助けられたが、それを逆恨みし、後に霊幻をテレビ番組で罠にはめる。
しかし霊幻の記者会見でのポルターガイスト現象（モブが起こしたもの）を見て驚愕し、霊幻の実力に恐れを抱いているかのような反応を示している。
森羅万象丸（しんら ばんしょうまる）
声 - 楠大典
日輪霊能連合会会員。小太りの男（小学時代は相撲部副部長だった）。霊幻と同じく霊能商法を営んでおり、「世紀の霊能力者」を自称している。霊の気配を察する他、巨大な数珠を能力で動かし、相手を拘束することが出来る。日輪連合の会員であることから料金プランは高額で、基本料20万円。常にマニュアルを持ち歩いている。
真面目でお人好しであり、霊幻曰く「人がいい馬鹿（アニメでは真面目なマニュアル馬鹿）」。霊能力はあまり強くない上に、「都市伝説」についての調査で公園の子どもに聞き込みをし不審者扱いされ通報されるなど思慮が足りない面がある。
「口裂け女」の依頼以降は霊幻と親交を深めており、霊幻の相談相手となっている。浄堂に嵌められ、テレビで叩かれる霊幻を心配する描写がある。
スピンオフでは霊幻から「親友」と呼びかけられるシーンもあり、親交は深い（?）ようである。

### 霊・怪物
天井破り（てんじょうやぶり）
声 - 小野塚貴志
ゴキブリに驚いてジャンプしたら天井に頭が刺さって死んだ男の霊。棲み処の無人ビルを荒らした花子の夢の中に現れ、夜ごと頭突きを繰り返していた。モブに除霊される。
総長（そうちょう）
声 - 藤原啓治
雑誌などにも取り上げられる有名な心霊スポット「骨井戸トンネル」に棲み付いていた悪霊。集団暴走中、先頭のバイクがバナナの皮を踏んで転倒したために玉突き衝突を起こし全滅した暴走族の総長。炎を放って攻撃する「根性焼きポルターガイスト」で霊幻を襲うが、モブに除霊された。
匂い嗅ぎ（においかぎ）
声 - 堂坂晃三
聖ハイソ女学園に棲み付き、怪奇現象を引き起こしていた悪霊。生前は目立たずモテない「青春の脇役」を自称する青年だった。
女装して聖ハイソ女学園に来たモブに除霊されるが、消滅間際にモブが自分と同じ類の人間であることを指摘し、「僕は死んでからやっと楽しくなってきたのに」と恨みの言葉を残す。
口裂け女
多くの人間の恐怖心や好奇心を媒介にし、人の噂から生まれた怪物。容姿も強さも人間に設定されている。「わたしきれい？」と聞きながらハサミで切りかかって来る。
自身に恐怖する者の力を吸収して大きくなるが、口裂け女の何が怖いのかを知らないモブには通用せず、消滅させられた。
アニメ版では、おひきさん（声 - 小林ゆう）に変更されている。
くねくね
上級悪霊。生前は土地の持ち主だったが、土地に執着して悪霊化した。農家の畑の野菜から生気を吸い取り、枯らしていた。
除霊に来た霊幻たちを畑の植物を操作することで捕らえるが、モブに植物の操作を上書きされて除霊された。
最上啓示（もがみ けいじ）
声 - 石田彰
40年ほど前に世間を賑わせていた、世界で一番有名だった霊能力者。モブの全力の攻撃をものともしない強大な霊力を持つ。霊幻が現在の商売を始めるにあたって参考にした人物でもある。
メディアに頻繁に登場する傍らで、原因不明の病に苦しむ母親（声 - 竹内絢子）の治療費を稼いでおり、時には殺しの依頼なども引き受けていた。しかしその病の原因が、これまで母のためにと思って行っていた自身の所業が引き寄せた「魔」だったことを、死して悪霊と化した母親から告げられ絶望した。一転して、今度は力を己のために使おうと「世直し」を決意する。強力な悪霊になるべく様々な心霊スポットから霊素を取り込み（ちなみにこの時エクボとも会っている）、自殺した。
悪霊と化した後は（株）アサギリホールディングスの社長令嬢・浅桐美乃莉に取り憑き、依頼を受けてやって来たモブたちと対決する。
「超能力を持たないただの人間」で、尚且つ「学校ではみのりを筆頭としたグループから陰湿なイジメを受けている」という設定にした精神世界にモブを引きずり込み彼を精神的に追い込んでいくも、最後は???%状態のモブに敗北し、みのりから出て行った後は魔津尾に捕らえられる。
5超の峯岸との戦いで偶然封印から解放され圧倒的な力で峯岸を殺そうとしたが、モブの懇願により断念。そのままどこかへ去っていった。
百鬼
声 - 濱野大輝（妖怪大王）、声 - 綿貫竜之介（百鬼四天魔王）
各地から集まった妖怪の集団。妖怪大王の復活を最終目的としており、そのために人間の生命エネルギーを奪っており、多数の妖怪ハンターを手に掛けている。
天草晴明によると、妖怪大王が目覚めるとさらに活発に動き出し、人類は絶滅の危機に瀕するらしい。
調味市の廃ビルを根城としており、退治しに来た天草一行に、百鬼四天魔王や既に復活していた妖怪大王たちが襲い掛かって来るが、モブと芹沢に一蹴されて消滅した。
サイコヘルメット
モブと統一郎との戦いの余波を受けて出現した、巨大なブロッコリー「神樹」に対する人々の想いから生まれた存在。外見はモブに酷似している。
「神」を自称しており、神通力を見せてサイコヘルメット教の教祖の立場に就いた。町内の住民ほぼ全員を洗脳することで信者数を増やし、ゆくゆくは国全体まで信仰を広めようとしている。
その正体はエクボが神樹への人々の想いのエネルギーを利用して作り上げた存在。自我を備えており、エクボの思考と同期している節があるものの、エクボの制御が外れるのを待ってエネルギーの指揮権を奪った。モブのエネルギーをも狙って攻撃しにかかるが、エクボの必死の抵抗により相打ちとなり、神樹ごと空高く浮遊しどこかへ消えていき、住民の記憶からも消えた。

### その他のキャラクター
モブの両親
声 - 武藤与志則（父）、中嶋佳葉（母）
モブと律の両親。至って普通の人物。モブが食事中にスプーンを曲げてしまっても拒絶しないおおらかな性格。
太郎、花子
声 - 羽多野渉（太郎）、渡辺智美（花子）
とある無人ビルで肝試しをしてから夢に幽霊が出るようになったことを霊幻に相談しに来たカップル。霊幻の胡散臭さに翻弄される。
マリ、チヒロ
声 - 小岩井ことり（マリ）、茅野愛衣（チヒロ）
調味市に所在する女子中学校「聖ハイソ女学園」の生徒。校内で起きる怪奇現象の解決を依頼してきた。一見して頼りなさげなモブを訝しんでいたが、モブが悪霊を倒すのを間近で見て考えを改める。
神室卓哉（かむろ たくや）
神室の兄。幼いころから優秀で、両親（声 - 東内マリ子（母））からエリートの道を歩むべく育てられた、その優秀さゆえに弟の性格が歪んだ原因を作っていた。
しかし彼なりに弟を想う気持ちはあったようで、弟が「大掃除」の果てに因果応報とも言うべき罰を受け、肉体的にも精神的にも追い込まれた時は彼のフォローに回りそれ以降は兄弟仲も改善した模様。
悪徳商法の男女
声 - 高木渉（男）、佐藤利奈（女）
モブを脅して高額な壺を売りつけようとした詐欺師。保護者として現れた霊幻に言い負かされ、さらに偶然霊幻に憑いていた悪霊が移動してきたことで恐怖を味わう。
ヒトシ
声 - 櫻井トオル
亡くなった父親の遺産が入った金庫の暗証番号を聞き出すため、霊幻に降霊を依頼した男。適当な演技でその場をごまかそうとする霊幻に業を煮やして刃物を突き付け脅すが、返り討ちにされた。
マスター
声 - 武内駿輔 / 演 - 木下ほうか（ドラマ版）
霊幻いきつけのBAR「ギャランドゥ」のマスター。
浅桐正志（あさぎり まさし）
声 - 星野充昭
（株）アサギリホールディングスの代表の男性。豪邸を持つ資産家。
娘の美乃莉が悪霊に取り憑かれてしまったため、大勢の霊能力者たちを集め除霊を依頼する。みのりのことを溺愛しているが、その行き過ぎた愛情が彼女の歪んだ性格を形作る原因の大元となってしまっている。除霊の最中にみのりを取り押さえようとして体を貫かれる重傷を負わされてしまう。しかし後に一命を取り留め、娘の恩人であるモブに感謝し、よく似たシンボルを奉っているサイコヘルメット教に多額の寄付を行った。
浅桐美乃莉（あさぎり みのり）
声 - M・A・O
浅桐正志の娘。中学二年生。甘やかされて育ったためか、非常にわがままな性格。
悪霊の最上に取り憑かれており、素手で人間を殺傷可能なほど凶暴化しているため、特別に作られた専用の部屋に監禁されている。
最上の作った精神世界ではモブのクラスの転校生という設定で、社長令嬢という立場を利用しクラスメート全員の人心を掌握。クラス内のヒエラルキー上位に君臨し、取り巻きの男子を使いモブを執拗に苛めていた（なお、この卑劣極まるやり口は現実世界で彼女が実際に行っていたことである）。
モブに助けられた後は、自身の本質が精神世界と同様であることを認め、泣きながらモブに謝罪した。事件後は混乱からモブ自身についての記憶が曖昧になってしまっているが、深い感謝と憧れの気持ちは変わらず、いつか再会することを望んでいる。
矢部博史
声 - 木村雅史
日本の総理大臣。超能力者の存在を認知しており、政府公認で自身の護衛につけている。
5超の島崎に人質として誘拐され、調味文化タワーで拘束されていたが、芹沢の独断で解放された。
「爪」のテロの後も、破壊現象の正体が解明されなかったことを受けて、政府が超能力の存在を公にしない方針を継続することとした。
天草晴明（あまくさ はるあき）
声 - 檜山修之
妖怪期ハンターの青年。角髪の髪型と濃い眉毛が特徴。意味深な単語を逐一区切って話す口癖がある。普段から「聖剣」を背中に携えており、よく警察から職務質問を受けている。
調味市に来た妖怪軍団の気配を追っており、偶然目についた「霊とか相談所」に協力を頼みに来た。
一対一でしか妖怪と戦った経験が無く、戦いの中で聖剣も折れてしまい、多数の妖怪との戦いに不安を感じていたが、モブと芹沢のおかげで退治することができ、礼を言って去っていった。
宇宙人
声 - 久野美咲
味玉県の隣県の縞馬県内にある泥舟山に、7年に一度大晦日にUFOで近づいてくる宇宙人たち。細い手足に大きな頭部、ツルツルの肌に光り輝く大きな目と、地球人とは大きく異なる外見。
脳感電波部の活動でモブと竹中が飛ばしたノイズに反応して泥舟山山頂に姿を現し、UFOに招き入れて歓迎した。
地球の言語は話せないが友好的であり、一晩脳感電波部と遊んだ後互いの持ち物を交換して別れを告げた。しかし、別れ際に親友宣言した犬川を移住希望者と勘違いしてしまい、連れ去ってしまった。
???%
モブの精神の中に潜む存在。モブが重傷を負い、気絶した際に現れ肉体の主導権を握る。
100%状態をも超える凄まじい力を持ち、現れた際は周囲のあらゆるものを破壊する。モブと違い超能力を自由に使いたがっており、抑制しているモブを敵視している。
超能力を特別視せず、嘘をつかないツボミに強い好意を持つ。反対に、超能力目当てで自分を雇い、霊能力者であると嘘をつき続けてきた霊幻を軽蔑していた。しかしモブ編では、暴走に巻き込まれ傷つきながらも自分の前に現れた霊幻から、霊能力者ではないことを告白され、今の自分を肯定するよう説得を受け、モブとも和解した。

## 書誌情報
- ONE 『モブサイコ100』 小学館〈裏少年サンデーコミックス〉、全16巻
  1. 2012年11月16日発売 ISBN 978-4-09-124102-3
  2. 2013年2月18日発売 ISBN 978-4-09-124252-5
  3. 2013年6月18日発売 ISBN 978-4-09-124338-6
  4. 2013年7月18日発売 ISBN 978-4-09-124397-3
  5. 2013年12月18日発売 ISBN 978-4-09-124543-4
  6. 2014年5月16日発売 ISBN 978-4-09-124543-4
  7. 2014年7月18日発売 ISBN 978-4-09-125129-9
  8. 2014年10月17日発売 ISBN 978-4-09-125476-4
  9. 2015年2月12日発売 ISBN 978-4-09-125748-2
  10. 2015年8月4日発売 ISBN 978-4-09-126328-5
  11. 2015年12月4日発売 ISBN 978-4-09-126676-7
  12. 2016年6月17日発売 ISBN 978-4-09-127310-9
  13. 2016年8月19日発売 ISBN 978-4-09-127373-4
  14. 2017年4月19日発売 ISBN 978-4-09-127592-9
  15. 2017年10月19日発売 ISBN 978-4-09-127819-7
  16. 2018年7月19日発売 ISBN 978-4-09-128460-0

## スピンオフ『REIGEN 〜霊級値MAX131の男〜』
2018年3月19日よりマンガワンで配信のスピンオフ漫画。霊幻新隆を主人公にした本編完結後のストーリー。2019年2月19日単行本化にて発売された、全1巻。
- ONE『REIGEN 〜霊級値MAX131の男〜』小学館〈裏少年サンデーコミックス〉、2019年2月19日発売[9]、ISBN 978-4-09-128767-0

## アニメ
TOKYO MXほかにて、2016年7月から9月まで第1期が放送された。原作者ONEが最終話のラストパートで一部の原画を描き下ろすなど各種協力した。提供バックは一般公募の作品から選出された。
2018年3月18日には霊幻新隆が主役となってテレビシリーズの展開を自分本位に捏造しまくる趣向の総集編と新作パートで構成される『モブサイコ100 REIGEN 〜知られざる奇跡の霊能力者〜』が上映された。
第2期『モブサイコ100 II』（モブサイコヒャク ツー）は、上述の総集編公開に合わせて行われたイベント内で制作が発表された。2019年1月から4月まで放送された。
OVA『モブサイコ100 第一回霊とか相談所慰安旅行〜ココロ満たす癒やしの旅〜』（モブサイコヒャク だいいっかいれいとかそうだんじょいあんりょこう ココロみたすいやしのたび）は、同年4月1日に制作が告知された。ONEの描き下ろしによる完全新作として、同年9月25日に発売された。発売に先駆けて、同年7月7日開催のイベント内にて先行上映された。
第3期『モブサイコ100 III』（モブサイコヒャク スリー）は、2021年10月に制作が発表された。2022年10月から12月まで放送された。

### スタッフ
|                                          | 第1期                        | 第2期                           | 第3期                            |
| ---------------------------------------- | ---------------------------- | ------------------------------- | -------------------------------- |
| 原作                                     | ONE                          | ONE                             | ONE                              |
| 総監督                                   | -                            | -                               | 立川譲                           |
| 監督                                     | 立川譲                       | 立川譲                          | 蓮井隆弘                         |
| シリーズ構成                             | 瀬古浩司                     | 瀬古浩司                        | 瀬古浩司                         |
| キャラクターデザイン 総作画監督（第3期） | 亀田祥倫                     | 亀田祥倫                        | 亀田祥倫                         |
| 美術監督                                 | 河野羚                       | 河野羚                          | 河野羚                           |
| 色彩設計                                 | 中山しほ子                   | 中山しほ子                      | 中山しほ子                       |
| 撮影監督                                 | 古本真由子                   | 古本真由子                      | 古本真由子                       |
| 編集                                     | 廣瀬清志                     | 廣瀬清志                        | 廣瀬清志                         |
| 音響監督                                 | 若林和弘                     | 若林和弘                        | 若林和弘                         |
| 音楽                                     | 川井憲次                     | 川井憲次                        | 川井憲次                         |
| プロデューサー                           | 松田章男、小岐須泰世         | 松田章男、小岐須泰世            | 松田章男、小岐須泰世             |
| プロデューサー                           | 永野優希、福田順、伊藤幸弘   | 近藤秀峰、南雅彦、大森慎司      | 近藤秀峰、南雅彦、大森慎司       |
| プロデューサー                           | 永野優希、福田順、伊藤幸弘   | 宮城惣次                        | 小澤文啓、上野勇介               |
| ラインプロデューサー                     | -                            | 飯塚倫子                        | 齋藤達哉                         |
| アニメーション制作                       | ボンズ                       | ボンズ                          | ボンズ                           |
| 製作                                     | 「モブサイコ100」 製作委員会 | 「モブサイコ100 II」 製作委員会 | 「モブサイコ100 III」 製作委員会 |

### 主題歌
| 作品  | 曲名 | 歌                            | 作詞         | 作曲         | 編曲         |
| ----- | ---- | ----------------------------- | ------------ | ------------ | ------------ |
| 第1期 | 99   | MOB CHOIR                     | 佐々木淳一   | 佐々木淳一   | 前口渉       |
| 第2期 | 99.9 | MOB CHOIR feat. sajou no hana | キタニタツヤ | キタニタツヤ | キタニタツヤ |
| 第3期 | 1    | MOB CHOIR                     | 六ツ見純代   | 前口ワタル   | 前口ワタル   |

| 作品  | 曲名             | 歌            | 作詞           | 作曲           | 編曲                    | 備考              |
| ----- | ---------------- | ------------- | -------------- | -------------- | ----------------------- | ----------------- |
| 第1期 | リフレインボーイ | ALL OFF       | Hirokazu Ebata | Hirokazu Ebata | ALL OFF、Hirokazu Ebata | [ 注 4 ] [ 注 5 ] |
| 第2期 | グレイ           | sajou no hana | キタニタツヤ   | キタニタツヤ   | キタニタツヤ            |                   |
| 第2期 | メモセピア       | sajou no hana | 渡辺翔         | 渡辺翔         | キタニタツヤ            |                   |
| 第2期 | 目蓋の裏         | sajou no hana | 渡辺翔         | 渡辺翔         | キタニタツヤ            |                   |
| 第2期 | いきるひとびと   | sajou no hana | キタニタツヤ   | キタニタツヤ   | キタニタツヤ            |                   |
| 第3期 | コバルト         | MOB CHOIR     | 六ツ見純代     | amazuti        | 渡辺拓也                |                   |
| 第3期 | Exist            | MOB CHOIR     | 六ツ見純代     | 前口ワタル     | 前口ワタル              |                   |

挿入歌
「脳感メルヘン♡ 」
第2期第6話で使用。作詞はくまのきよみ、作曲はsai_renji、編曲は佐々木裕、歌は暗田トメ（種﨑敦美） with 犬川（山下誠一郎）。

### 評価
クランチロール・アニメアワード2024において、『モブサイコ100 III』が最優秀アニメーション賞、最優秀主演キャラクター賞（影山茂夫）、最優秀助演キャラクター賞（霊幻新隆）にノミネートされた。

### 各話リスト
| 話数                       | サブタイトル                                         | 脚本                   | 絵コンテ                 | 演出                   | 作画監督                                                                               | 初放送日 （TOKYO MX）  |                        |                        |                        |                        |                        |                        |                        |                        |                        |                        |                        |                        |                        |                        |                        |                        |                        |                        |
| 第1期『モブサイコ100』     | 第1期『モブサイコ100』                               | 第1期『モブサイコ100』 | 第1期『モブサイコ100』   | 第1期『モブサイコ100』 | 第1期『モブサイコ100』                                                                 | 第1期『モブサイコ100』 | 第1期『モブサイコ100』 | 第1期『モブサイコ100』 | 第1期『モブサイコ100』 | 第1期『モブサイコ100』 | 第1期『モブサイコ100』 | 第1期『モブサイコ100』 | 第1期『モブサイコ100』 | 第1期『モブサイコ100』 | 第1期『モブサイコ100』 | 第1期『モブサイコ100』 | 第1期『モブサイコ100』 | 第1期『モブサイコ100』 | 第1期『モブサイコ100』 | 第1期『モブサイコ100』 | 第1期『モブサイコ100』 | 第1期『モブサイコ100』 | 第1期『モブサイコ100』 | 第1期『モブサイコ100』 |
| -------------------------- | ---------------------------------------------------- | ---------------------- | ------------------------ | ---------------------- | -------------------------------------------------------------------------------------- | ---------------------- | ---------------------- | ---------------------- | ---------------------- | ---------------------- | ---------------------- | ---------------------- | ---------------------- | ---------------------- | ---------------------- | ---------------------- | ---------------------- | ---------------------- | ---------------------- | ---------------------- | ---------------------- | ---------------------- | ---------------------- | ---------------------- |
| 001                        | 自称霊能力者・霊幻新隆 〜とモブ〜                    | 瀬古浩司               | 立川譲                   | 立川譲                 | 亀田祥倫                                                                               | 2016年 7月12日         |                        |                        |                        |                        |                        |                        |                        |                        |                        |                        |                        |                        |                        |                        |                        |                        |                        |                        |
| 002                        | 青い春の疑問 〜脳感電波部登場〜                      | 瀬古浩司               | 米たにヨシトモ           | 安斎剛文               | 山田歩                                                                                 | 7月19日                |                        |                        |                        |                        |                        |                        |                        |                        |                        |                        |                        |                        |                        |                        |                        |                        |                        |                        |
| 003                        | 集いへの誘い 〜簡単に言うとモテたい〜                | 瀬古浩司               | 立川譲                   | 重原克也               | 小田剛生                                                                               | 7月26日                |                        |                        |                        |                        |                        |                        |                        |                        |                        |                        |                        |                        |                        |                        |                        |                        |                        |                        |
| 004                        | 馬鹿オンリーイベント 〜同類〜                        | 瀬古浩司               | 立川譲                   | 太田知章               | もろゆき沙羅                                                                           | 8月2日                 |                        |                        |                        |                        |                        |                        |                        |                        |                        |                        |                        |                        |                        |                        |                        |                        |                        |                        |
| 005                        | OCHIMUSHA 〜超能力と僕〜                             | 瀬古浩司               | 藤澤研一                 | 藤澤研一               | 藤澤研一                                                                               | 8月9日                 |                        |                        |                        |                        |                        |                        |                        |                        |                        |                        |                        |                        |                        |                        |                        |                        |                        |                        |
| 006                        | 不調和 〜成るために〜                                | 瀬古浩司               | 安斎剛文                 | 安斎剛文               | 吉田奏子                                                                               | 8月16日                |                        |                        |                        |                        |                        |                        |                        |                        |                        |                        |                        |                        |                        |                        |                        |                        |                        |                        |
| 007                        | 昂揚 〜喪失を手に入れた〜                            | 瀬古浩司               | 川畑喬                   | 川畑喬                 | 斉藤英子 山田歩                                                                        | 8月23日                |                        |                        |                        |                        |                        |                        |                        |                        |                        |                        |                        |                        |                        |                        |                        |                        |                        |                        |
| 008                        | 兄ペコ 〜破壊意思〜                                  | 瀬古浩司               | 立川譲 重原克也          | 大矢雄嗣               | 亀田祥倫                                                                               | 8月30日                |                        |                        |                        |                        |                        |                        |                        |                        |                        |                        |                        |                        |                        |                        |                        |                        |                        |                        |
| 009                        | “爪” 〜第7支部〜                                     | 瀬古浩司               | 寺東克己                 | 金森陽子               | 浅野直之 村井孝司                                                                      | 9月6日                 |                        |                        |                        |                        |                        |                        |                        |                        |                        |                        |                        |                        |                        |                        |                        |                        |                        |                        |
| 010                        | 巨悪のオーラ 〜黒幕〜                                | 瀬古浩司               | 小林寛                   | 重原克也               | 小田剛生 富田恵美 武藤信宏                                                             | 9月13日                |                        |                        |                        |                        |                        |                        |                        |                        |                        |                        |                        |                        |                        |                        |                        |                        |                        |                        |
| 011                        | 師匠 〜leader〜                                      | 瀬古浩司               | 安斎剛文                 | 安斎剛文               | 吉田奏子 斉藤英子 芦谷耕平 亀田祥倫                                                    | 9月20日                |                        |                        |                        |                        |                        |                        |                        |                        |                        |                        |                        |                        |                        |                        |                        |                        |                        |                        |
| 012                        | モブと霊幻 〜巨大ツチノコ現るの巻〜                  | 瀬古浩司               | 立川譲                   | 立川譲                 | 亀田祥倫 吉田奏子                                                                      | 9月27日                |                        |                        |                        |                        |                        |                        |                        |                        |                        |                        |                        |                        |                        |                        |                        |                        |                        |                        |
| OVA                        | REIGEN 〜知られざる奇跡の霊能力者〜                  | 瀬古浩司               | 立川譲                   | 重原克也 大矢雄嗣      | 小柏奈弓                                                                               | 2018年 12月23日        |                        |                        |                        |                        |                        |                        |                        |                        |                        |                        |                        |                        |                        |                        |                        |                        |                        |                        |
| 第2期『モブサイコ100 II』  |                                                      |                        |                          |                        |                                                                                        |                        |                        |                        |                        |                        |                        |                        |                        |                        |                        |                        |                        |                        |                        |                        |                        |                        |                        |                        |
| 001                        | ビリビリ 〜誰かが見ている〜                          | 瀬古浩司               | 安斎剛文                 | 大矢雄嗣               | 吉田奏子                                                                               | 2019年 1月7日          |                        |                        |                        |                        |                        |                        |                        |                        |                        |                        |                        |                        |                        |                        |                        |                        |                        |                        |
| 002                        | 都市伝説 〜噂との遭遇〜                              | 瀬古浩司               | 重原克也                 | 重原克也               | 亀田祥倫                                                                               | 1月14日                |                        |                        |                        |                        |                        |                        |                        |                        |                        |                        |                        |                        |                        |                        |                        |                        |                        |                        |
| 003                        | 重ねる危険 〜変質〜                                  | 瀬古浩司               | 藤澤研一                 | 藤澤研一               | 小笠原真                                                                               | 1月21日                |                        |                        |                        |                        |                        |                        |                        |                        |                        |                        |                        |                        |                        |                        |                        |                        |                        |                        |
| 004                        | 中身 〜悪霊〜                                        | 瀬古浩司               | 向井雅浩 立川譲          | 三宅将平               | 内田直人                                                                               | 1月28日                |                        |                        |                        |                        |                        |                        |                        |                        |                        |                        |                        |                        |                        |                        |                        |                        |                        |                        |
| 005                        | 不和 〜選択〜                                        | 瀬古浩司               | 伍柏諭                   | 伍柏諭                 | 伍柏諭                                                                                 | 2月4日                 |                        |                        |                        |                        |                        |                        |                        |                        |                        |                        |                        |                        |                        |                        |                        |                        |                        |                        |
| 006                        | 孤独なホワイティー                                   | 立川譲                 | 安斎剛文                 | 蓮井隆弘               | 小柏奈弓                                                                               | 2月11日                |                        |                        |                        |                        |                        |                        |                        |                        |                        |                        |                        |                        |                        |                        |                        |                        |                        |                        |
| 007                        | 追い込み 〜正体〜                                    | 立川譲                 | 立川譲                   | 飛田剛                 | 亀田祥倫                                                                               | 2月18日                |                        |                        |                        |                        |                        |                        |                        |                        |                        |                        |                        |                        |                        |                        |                        |                        |                        |                        |
| 008                        | それでも 〜前へ〜                                    | 瀬古浩司               | 大矢雄嗣                 | 大矢雄嗣               | 吉田奏子                                                                               | 2月25日                |                        |                        |                        |                        |                        |                        |                        |                        |                        |                        |                        |                        |                        |                        |                        |                        |                        |                        |
| 009                        | 見せてみろ 〜集合〜                                  | 瀬古浩司               | 竹内浩志                 | 竹内浩志               | 竹内浩志                                                                               | 3月4日                 |                        |                        |                        |                        |                        |                        |                        |                        |                        |                        |                        |                        |                        |                        |                        |                        |                        |                        |
| 010                        | 衝突 〜パワー系〜                                    | 瀬古浩司               | 重原克也                 | 重原克也               | 内田直人 中村颯                                                                        | 3月11日                |                        |                        |                        |                        |                        |                        |                        |                        |                        |                        |                        |                        |                        |                        |                        |                        |                        |                        |
| 011                        | 指導 〜感知能力者〜                                  | 瀬古浩司               | 土上いつき               | 土上いつき             | 小柏奈弓 吉田奏子 亀田祥倫                                                             | 3月18日                |                        |                        |                        |                        |                        |                        |                        |                        |                        |                        |                        |                        |                        |                        |                        |                        |                        |                        |
| 012                        | 社会復帰戦 〜友情〜                                  | 瀬古浩司               | 高橋敦史                 | 曽根利幸 立川譲        | 石田廣二 藤巻裕一                                                                      | 3月25日                |                        |                        |                        |                        |                        |                        |                        |                        |                        |                        |                        |                        |                        |                        |                        |                        |                        |                        |
| 013                        | ボス戦 〜最後の光〜                                  | 瀬古浩司               | サトウシンジ             | 大矢雄嗣 立川譲        | 亀田祥倫 吉田奏子                                                                      | 4月1日                 |                        |                        |                        |                        |                        |                        |                        |                        |                        |                        |                        |                        |                        |                        |                        |                        |                        |                        |
| OVA                        | 第一回霊とか相談所慰安旅行〜ココロ満たす癒やしの旅〜 | 瀬古浩司               | 大矢雄嗣                 | 大矢雄嗣               | 長坂慶太 石田廣二 内田直人 中村颯                                                      | 2020年 7月19日         |                        |                        |                        |                        |                        |                        |                        |                        |                        |                        |                        |                        |                        |                        |                        |                        |                        |                        |
| 第3期『モブサイコ100 III』 |                                                      |                        |                          |                        |                                                                                        |                        |                        |                        |                        |                        |                        |                        |                        |                        |                        |                        |                        |                        |                        |                        |                        |                        |                        |                        |
| 001                        | 将来 〜進路希望〜                                    | 瀬古浩司               | 蓮井隆弘                 | 蓮井隆弘               | 丹羽弘美 粟田香菜子                                                                    | 2022年 10月6日         |                        |                        |                        |                        |                        |                        |                        |                        |                        |                        |                        |                        |                        |                        |                        |                        |                        |                        |
| 002                        | 妖怪ハンター・天草晴明登場！ 〜百鬼の脅威!!〜        | 瀬古浩司               | 蓮井隆弘                 | 進藤陽平               | 頼志青 香田知樹 坂本龍典                                                               | 10月13日               |                        |                        |                        |                        |                        |                        |                        |                        |                        |                        |                        |                        |                        |                        |                        |                        |                        |                        |
| 003                        | 調子に乗る 〜100%〜                                  | 瀬古浩司               | 神谷友美                 | 阿部将光               | 粟田香菜子 野間千賀子 小柏奈弓                                                         | 10月20日               |                        |                        |                        |                        |                        |                        |                        |                        |                        |                        |                        |                        |                        |                        |                        |                        |                        |                        |
| 004                        | 神樹① 〜教祖登場〜                                   | 瀬古浩司               | 内田直人                 | 内田直人               | 内田直人 中村颯 斉藤英子 丹羽弘美                                                      | 10月27日               |                        |                        |                        |                        |                        |                        |                        |                        |                        |                        |                        |                        |                        |                        |                        |                        |                        |                        |
| 005                        | 神樹② 〜ピース〜                                     | 瀬古浩司               | 重原克也                 | 重原克也               | 頼志青 伊藤公崇                                                                        | 11月3日                |                        |                        |                        |                        |                        |                        |                        |                        |                        |                        |                        |                        |                        |                        |                        |                        |                        |                        |
| 006                        | 神樹③ 〜エクボは〜                                   | 瀬古浩司               | 木曽勇太                 | 木曽勇太               | 亀田祥倫 粟田香菜子                                                                    | 11月10日               |                        |                        |                        |                        |                        |                        |                        |                        |                        |                        |                        |                        |                        |                        |                        |                        |                        |                        |
| 007                        | 通信中① 〜冬休み〜                                   | 立川譲                 | 伊藤慎之助               | 伊藤慎之助             | 丹羽弘美 小柏奈弓 斉藤英子 頼志青 野間千賀子 早瀬真紀子                                | 11月17日               |                        |                        |                        |                        |                        |                        |                        |                        |                        |                        |                        |                        |                        |                        |                        |                        |                        |                        |
| 008                        | 通信中② 〜未知との遭遇〜                             | 立川譲                 | 伍柏諭                   | 伍柏諭                 | 伍柏諭                                                                                 | 11月24日               |                        |                        |                        |                        |                        |                        |                        |                        |                        |                        |                        |                        |                        |                        |                        |                        |                        |                        |
| 009                        | モブ① 〜引っ越し〜                                   | 瀬古浩司               | 谷田部透湖               | 進藤陽平               | 藤巻裕一 小柏奈弓 斉藤英子 小島えり 早瀬真紀子                                         | 12月1日                |                        |                        |                        |                        |                        |                        |                        |                        |                        |                        |                        |                        |                        |                        |                        |                        |                        |                        |
| 010                        | モブ② 〜ライバル〜                                   | 瀬古浩司               | 内田直人 蓮井隆弘 立川譲 | 伊藤慎之助 内田直人    | 粟田香菜子 丹羽弘美 吉田奏子 内田直人 早瀬真紀子                                       | 12月8日                |                        |                        |                        |                        |                        |                        |                        |                        |                        |                        |                        |                        |                        |                        |                        |                        |                        |                        |
| 011                        | モブ③ 〜トラウマ〜                                   | 瀬古浩司               | 重原克也 木曽勇太        | 重原克也               | 藤巻裕一 頼志青 小柏奈弓 斉藤英子 早瀬真紀子                                           | 12月15日               |                        |                        |                        |                        |                        |                        |                        |                        |                        |                        |                        |                        |                        |                        |                        |                        |                        |                        |
| 012                        | 告白 〜これから〜                                    | 瀬古浩司               | 蓮井隆弘                 | 蓮井隆弘               | 亀田祥倫 丹羽弘美 小柏奈弓 藤巻裕一 斉藤英子 吉田奏子 野間千賀子 早瀬真紀子 粟田香菜子 | 12月22日               |                        |                        |                        |                        |                        |                        |                        |                        |                        |                        |                        |                        |                        |                        |                        |                        |                        |                        |

### 放送局
| 放送期間 | 放送時間                     | 放送局            | 対象地域   | 備考                      |
| --- | ---------------------------- | ----------------- | ---------- | ------------------------- |
| 2016年7月12日 - 9月27日 | 火曜 0:00 - 0:30（月曜深夜） | TOKYO MX          | 東京都     |                           |
| | 火曜 2:30 - 2:58（月曜深夜） | 読売テレビ        | 近畿広域圏 | 『MANPA』第2部            |
| 2016年7月13日 - 9月28日 | 水曜 0:30 - 1:00（火曜深夜） | BSフジ            | 日本全域   | 製作参加 / BS放送         |
| 2016年7月21日 - 10月6日 | 木曜 0:30 - 1:00（水曜深夜） | テレ朝チャンネル1 | 日本全域   | CS放送 / リピート放送あり |
| 放送開始事前特別番組として『モブサイコ100 見たい気持ちを100ぐらいまで上げちゃうゾSP』を第1期の前週に放送（一部局を除く）。 |                              |                   |            |                           |

インターネットでは、J:COMオンデマンド、ビデオパス、ひかりTV、ニコニコチャンネル、TSUTAYA TV、U-NEXT、楽天SHOWTIME、バンダイチャンネル、ビデオマーケット、Amazon Prime Video、Google Play、PlayStation Videoにて2016年7月13日より水曜12時以降に順次配信。
| 放送期間                                                                          | 放送時間                     | 放送局         | 対象地域   | 備考                                        |
| --------------------------------------------------------------------------------- | ---------------------------- | -------------- | ---------- | ------------------------------------------- |
| 2019年1月7日 - 4月1日                                                             | 月曜 23:00 - 23:30           | TOKYO MX       | 東京都     |                                             |
| 2019年1月8日 - 4月2日                                                             | 火曜 0:00 - 0:30（月曜深夜） | BSフジ         | 日本全域   | 製作参加 / BS/BS4K放送 / 『アニメギルド』枠 |
| 2019年1月10日 - 4月4日                                                            | 木曜 2:50 - 3:20（水曜深夜） | 朝日放送テレビ | 近畿広域圏 | 『水曜アニメ〈水もん〉』第2部               |
|                                                                                   | 木曜 21:00 - 21:30           | AT-X           | 日本全域   | CS放送 / リピート放送あり                   |
| インターネットではAbemaTVにて、同年1月7日から4月1日まで最速放送と同時配信された。 |                              |                |            |                                             |

| 放送期間                                                                                 | 放送時間                              | 放送局                    | 対象地域 | 備考                                      |
| ---------------------------------------------------------------------------------------- | ------------------------------------- | ------------------------- | -------- | ----------------------------------------- |
| 2022年10月6日 - 12月22日                                                                 | 木曜 0:00 - 0:30（水曜深夜）          | TOKYO MX                  | 東京都   |                                           |
|                                                                                          | 木曜 0:30 - 1:00（水曜深夜）          | BSフジ                    | 日本全域 | 製作参加 / BS/BS4K放送 『アニメギルド』枠 |
| 2022年10月7日 2022年10月14日 - 12月23日                                                  | 金曜 17:00 - 17:30 金曜 17:30 - 18:00 | カートゥーン ネットワーク | 日本全域 | CS放送 / リピート放送あり                 |
| インターネットではAmazon Prime Videoにて、同年10月6日より毎週木曜1時（水曜深夜）に配信。 |                                       |                           |          |                                           |

| 放送期間                | 放送時間                       | 放送局                    | 対象地域 | 備考                                   |
| ----------------------- | ------------------------------ | ------------------------- | -------- | -------------------------------------- |
| 2018年10月28日 - 2020年 | 日曜 12:30 - 13:00（日本時間） | カートゥーン ネットワーク | アメリカ | アダルトスイム・TOONAMI枠（第1期のみ） |

| BSフジ 水曜 0:30 - 1:00（火曜深夜）              | BSフジ 水曜 0:30 - 1:00（火曜深夜） | BSフジ 水曜 0:30 - 1:00（火曜深夜）                                         |
| 前番組                                           | 番組名                              | 次番組                                                                      |
| ------------------------------------------------ | ----------------------------------- | --------------------------------------------------------------------------- |
| うしおととら（第3クール）                        | モブサイコ100（第1期）              | 美少女遊戯ユニット クレーンゲールGalaxy ※0:30 - 0:50ナゾトキネ ※0:50 - 1:00 |
| BSフジ アニメギルド 火曜 0:00 - 0:30（月曜深夜） |                                     |                                                                             |
| ユリシーズ ジャンヌ・ダルクと錬金の騎士          | モブサイコ100 II                    | 群青のマグメル                                                              |
| BSフジ アニメギルド 木曜 0:30 - 1:00（水曜深夜） |                                     |                                                                             |
| シュート！Goal to the Future                     | モブサイコ100 III                   | 神達に拾われた男2                                                           |

### BD / DVD
| 巻  | 発売日         | 収録話          | 規格品番   | 規格品番   |
| 巻  | 発売日         | 収録話          | BD初回版   | DVD初回版  |
| --- | -------------- | --------------- | ---------- | ---------- |
| 1   | 2016年9月28日  | 第1話 - 第2話   | 1000620407 | 1000620413 |
| 2   | 2016年10月26日 | 第3話 - 第4話   | 1000620408 | 1000620414 |
| 3   | 2016年11月23日 | 第5話 - 第6話   | 1000620409 | 1000620415 |
| 4   | 2016年12月21日 | 第7話 - 第8話   | 1000620410 | 1000620416 |
| 5   | 2017年1月25日  | 第9話 - 第10話  | 1000620411 | 1000620417 |
| 6   | 2017年2月22日  | 第11話 - 第12話 | 1000620412 | 1000620418 |
| BOX | 2018年12月19日 | 全12話          | 1000736864 | -          |

| 巻  | 発売日         | 収録話          | 規格品番   | 規格品番   |
| 巻  | 発売日         | 収録話          | BD初回版   | DVD初回版  |
| --- | -------------- | --------------- | ---------- | ---------- |
| 1   | 2019年4月3日   | 第1話 - 第3話   | 1000741621 | 1000741628 |
| 2   | 2019年4月24日  | 第4話 - 第5話   | 1000741622 | 1000741629 |
| 3   | 2019年5月29日  | 第6話 - 第7話   | 1000741623 | 1000741630 |
| 4   | 2019年6月26日  | 第8話 - 第9話   | 1000741624 | 1000741631 |
| 5   | 2019年7月24日  | 第10話 - 第11話 | 1000741625 | 1000741632 |
| 6   | 2019年8月29日  | 第12話 - 第13話 | 1000741626 | 1000741633 |
| BOX | 2022年11月30日 | 全13話、OVA     | 1000819775 | -          |

| 巻  | 発売日        | 収録話 | 規格品番   | 規格品番  |
| 巻  | 発売日        | 収録話 | BD初回版   | DVD初回版 |
| --- | ------------- | ------ | ---------- | --------- |
| BOX | 2023年3月29日 | 全12話 | 1000824864 | -         |

| 発売日        | タイトル                                                           | 規格品番   | 規格品番   |
| 発売日        | タイトル                                                           | BD初回版   | DVD初回版  |
| ------------- | ------------------------------------------------------------------ | ---------- | ---------- |
| 2018年3月18日 | モブサイコ100 REIGEN 〜知られざる奇跡の霊能力者〜                  | 1000709817 | 1000709818 |
| 2019年9月25日 | モブサイコ100 第一回霊とか相談所慰安旅行〜ココロ満たす癒やしの旅〜 | 1000741627 | 1000741634 |

## スマートフォンゲーム

### 国内向けゲーム
『モブサイコ100〜サイキックパズル〜』
2016年9月26日より配信開始された国内向けゲーム。サイバードによるリリース。2018年5月23日にサービス終了。

### 海外向けゲーム
『路人超能100：灵能』、『Mob Psycho 100：Psychic Battle』
『路人超能100：灵能』は2019年8月13日より配信開始された中国向けゲーム。艾格拉斯と聚逸公司（GREE）が成都萤火虫の開発でリリース。『Mob Psycho 100：Psychic Battle』は、2020年1月9日より配信開始されたアメリカ向けゲーム。Crunchyroll Gamesによるリリース。この2つは言語は異なるが内容はほぼ同一。『路人超能100：灵能』が2021年1月30日、『Mob Psycho 100：Psychic Battle』が2021年6月1日（PT）にサービス終了。

## テレビドラマ
Netflixとテレビ東京がタッグを組み、テレビ東京にて新設されたドラマ枠「木ドラ25」（毎週金曜1:00 - 1:30）の第4弾として、2018年1月19日未明（18日深夜）から4月6日（5日深夜）まで放送された。なお、「裏サンデー」連載作品のテレビドラマ化は本作が初となる。
主演の濱田龍臣と監督の坂本浩一は前クールまで放送されていた特撮テレビ番組『ウルトラマンジード』に引き続いてタッグを組んでおり、その他の出演者も特撮作品や坂本作品の経験者が多い。高嶺ツボミ役を務める乃木坂46の与田祐希は、本作品がテレビドラマ初出演となる。エクボの声はテレビアニメ版と同じく大塚明夫が務める。

### スタッフ（ドラマ）
- 脚本：吉田玲子、国井桂
- 監督：坂本浩一
- 音楽：坂部剛
- 主題歌：Thinking Dogs「愛は奇跡じゃない」
- プロデューサー：小林史憲、中野剛
- チーフプロデューサー：大和健太郎
- 共同プロデューサー：成田岳
- Netflixコンテンツプロデューサー：滝山直史、二瓶朔也
- 制作：テレビ東京、東映ビデオ
- 製作著作：ドラマ「モブサイコ100」製作委員会

### 放送局（ドラマ）
| 放送期間                                       | 放送時間                                        | 放送局       | 対象地域   | 備考              |
| ---------------------------------------------- | ----------------------------------------------- | ------------ | ---------- | ----------------- |
| 2018年1月19日 - 4月6日                         | 金曜 1:00 - 1:30（木曜深夜）                    | テレビ東京   | 関東広域圏 | 制作局            |
| 2018年1月23日 - 3月27日 2018年4月4日 - 4月11日 | 火曜 23:00 - 23:30 水曜 0:00 - 0:30（火曜深夜） | BSジャパン   | 日本全域   | 製作参加 / BS放送 |
| 2018年2月2日 - 4月20日                         | 金曜 1:35 - 2:05（木曜深夜）                    | テレビ和歌山 | 和歌山県   |                   |
| 2018年2月11日 - 4月29日                        | 日曜 1:00 - 1:30（土曜深夜）                    | 青森朝日放送 | 青森県     |                   |

| テレビ東京 木ドラ25                   | テレビ東京 木ドラ25                      | テレビ東京 木ドラ25                     |
| 前番組                                | 番組名                                   | 次番組                                  |
| ------------------------------------- | ---------------------------------------- | --------------------------------------- |
| Re:Mind （2017年10月20日 - 12月29日） | モブサイコ100 （2018年1月19日 - 4月6日） | スモーキング （2018年4月20日 - 7月6日） |

## 舞台
同名タイトルの舞台化作品が、2018年1月6日 - 14日に天王洲 銀河劇場にて上演された。脚本・演出：川尻恵太で、主演の影山茂夫役はテレビアニメ版で影山茂夫役の声優も務めた伊藤節生が演じた。また、続編『舞台モブサイコ100 裏対裏』が、2018年9月13日 - 17日に天王洲 銀河劇場にて、9月20日 - 23日に新神戸オリエンタル劇場にて上演された。さらに続編『舞台モブサイコ100 激突!爪第7支部』が、2021年8月6日 - 15日にヒューリックホール東京にて上演された。

### スタッフ（舞台）
- 原作 - ONE
- 脚本・演出：川尻恵太（SUGARBOY）
- 舞台音楽：あらいふとし + ミヤジマジュン
- ステージング・振付：竹森徳芳
- 殺陣：六本木康弘（第3作）
- 美術：中根聡子
- 映像：横山翼、小野奈津江
- 舞台監督：田中翼